# Dur-Sharrukin
Vous lisez un « bon article » labellisé en 2016.
Dur-Sharrukin (Dūr-Šarrukīn ou Dūr-Šarrukēn, la « Forteresse de Sargon » en assyrien), située près de l'actuel village de Khorsabad dans le Nord de l'Irak, à environ 15 km de Mossoul, est une des capitales de l'ancienne Assyrie. Inaugurée en 707 av. J.-C. par le roi Sargon II (721-705 av. J.-C.), la ville est délaissée, en partie inachevée, à sa mort en 705 av. J.-C. au profit de la nouvelle capitale, Ninive.
Sa construction, sur un site quasiment inoccupé, est une énorme entreprise qui mobilise les considérables ressources de l'empire assyrien pendant une dizaine d'années. Cette grande ville de forme quadrangulaire est défendue par une muraille épaisse. Son principal ensemble monumental comprend un vaste palais royal, érigé sur une terrasse artificielle, qui comprend plusieurs grandes cours et des dizaines de salles, ornées de sculptures monumentales et de nombreux bas-reliefs illustrant la puissance que l'empire a atteint à la fin du VIIIe siècle av. J.-C. À proximité, isolés dans la même enceinte intérieure que le palais, se trouvent plusieurs autres vastes bâtiments résidentiels et administratifs ainsi que des temples, qui devaient constituer le cœur de l'empire. D'autres bâtiments ont été érigés sur le site avant son abandon, dont un palais servant d'arsenal sur une autre terrasse située de l'autre côté du site.
Construit puis laissé dépeuplé dans la foulée, jamais occupé par une agglomération importante, le site de Khorsabad est remarquablement préservé quand les premières fouilles y ont lieu dans les années 1840 et 1850. Il s'agit du premier site de la Mésopotamie antique qui fait l'objet de plusieurs campagnes ambitieuses, conduites par des consuls français établis à Mossoul, contribuant significativement à la redécouverte de l'empire assyrien, même si la ville n'en a jamais vraiment été à la différence des deux autres sites majeurs mis au jour à la même époque, Nimrud (l'antique Kalkhu) et Quyunjik (Ninive). De nombreuses sculptures exhumées à cette époque se trouvent actuellement au musée du Louvre à Paris où elles ont été transportées dans la foulée de leur redécouverte. Des campagnes de fouilles postérieures, menées par des équipes américaines de 1929 à 1935, ont permis d'améliorer la connaissance de ce site avec des méthodes archéologiques plus abouties que celles des pionniers qui l'avaient redécouvert. De nouvelles campagnes ont lieu sur le site au début des années 2020.

## Découverte et fouilles

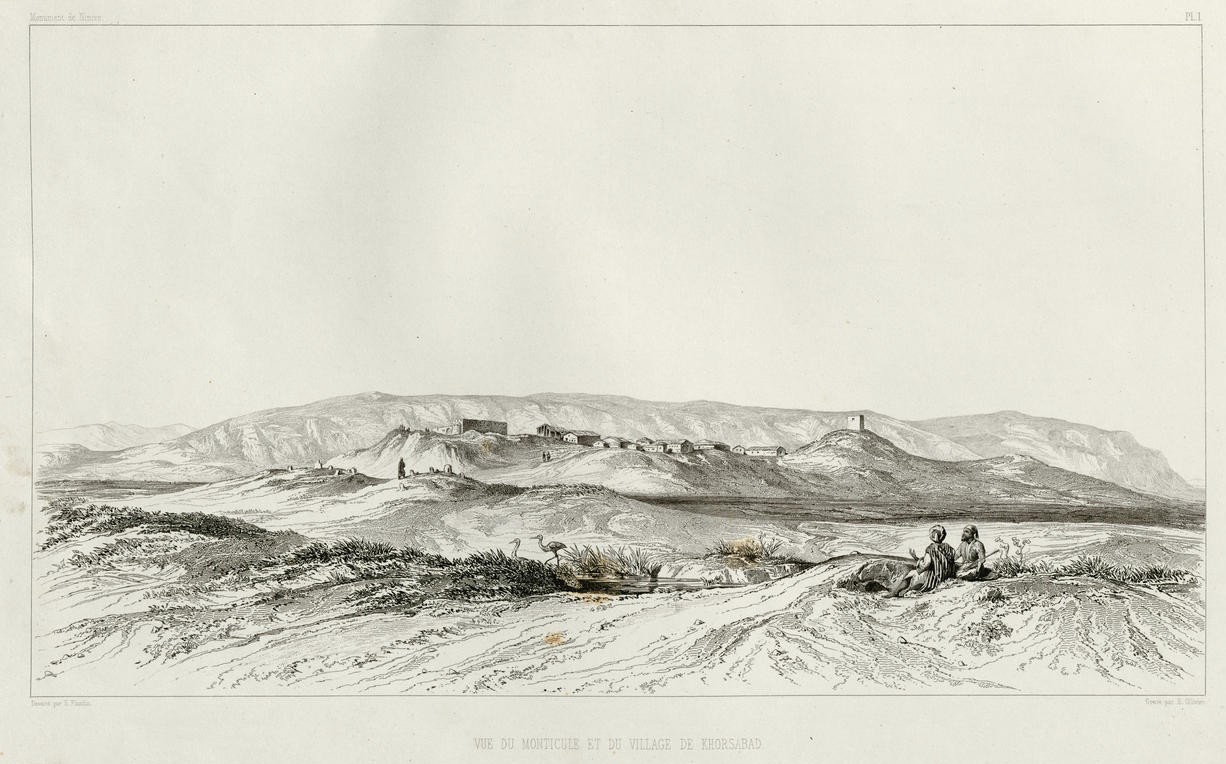
Le monticule de Khorsabad au moment des fouilles françaises, dessiné par Eugène Flandin.

Khorsabad fut le premier des sites de la Mésopotamie antique à faire l'objet de campagnes de fouilles de grande ampleur. Le souvenir de la localisation d'une grande ville antique ne s'était pas perdu chez les habitants de son voisinage, puisqu'au XIIIe siècle, le géographe Yaqout al-Rumi localisait près du village de Khorsabad les « ruines de Ṣarʿon », ce qui semblerait indiquer que le nom antique du site avait été préservé sous une forme altérée. Dans les années 1840, quand le site fit l'objet de l'attention du consul français de Mossoul, Paul-Émile Botta, les Européens actifs dans la région qu'ils savaient être l'ancienne Assyrie recherchaient la ville sur laquelle la Bible et les auteurs grecs ont été les plus diserts, Ninive, aucune source antique connue d'eux n'évoquant Dur-Sharrukin dont le souvenir s'était perdu.

### Les fouilles des consuls français
En mars 1843, trois ans après la création du consulat de France à Mossoul par Louis-Philippe, Paul-Émile Botta partit prendre son poste de consul. En 1842, alors qu'il était consul à Tripoli, il avait déjà effectué à ses frais les fouilles du tell de Kuyundik, croyant avoir trouvé la Ninive biblique. N'ayant pas effectué ses fouilles au bon endroit, il était reparti bredouille. Informé par des locaux de la présence à 16 km au nord-est de Mossoul de vestiges près du village de Khorsabad, il entreprit d'y déplacer ses recherches, croyant avoir trouvé la cité qu'il cherchait. Il obtint de la France des subventions et un dessinateur, Eugène Flandin. Il racheta le site, dédommageant les villageois qui y résidaient et qui furent réinstallés un peu plus loin, puis commença à fouiller la terrasse du palais en 1843, dégageant des orthostates sculptés, ce qui l'engagea à poursuivre son entreprise avec plus d'ambition à partir d'octobre 1844. Toutes les découvertes faites sur ce site permirent une meilleure connaissance de l'art assyrien, grâce aux dessins de Flandin et à l'expédition des premières pièces vers la métropole française, qui furent exposées au Louvre dans la collection assyrienne inaugurée par le roi en 1847,.
| |  |  |
| Photographies des fouilles de Khorsabad par Gabriel Tranchand : Victor Place et Gabriel Tranchand avec un shedu assyrien à une des portes du palais (1852) ; dégagement d'une des portes du palais (1853). |  |  |

Botta partit de Mossoul en juillet 1845 pour aller présenter ses découvertes en France, les fouilles ne continuèrent que de façon sporadique dans les années suivantes (notamment à l'instigation de l'Anglais Austen Henry Layard entre 1846 et 1849) avant l'arrivée en janvier 1852 d'un nouveau consul français à Mossoul : Victor Place, assisté de Félix Thomas, architecte et dessinateur, et Gabriel Tranchand qui se charge de photographier l'évolution des fouilles (ce qui était alors très novateur car cette technique en était encore à ses débuts), constituant ainsi une documentation précieuse pour cette époque de balbutiements de l'archéologie orientale. Place continua les fouilles de son prédécesseur dans le secteur palatial mais aussi en d'autres points de la ville (porte no 3, bâtiment G) jusqu'à son départ en 1855. Sa mission fut également de trouver et d'expédier plus d'objets pour les collections du Louvre. Un convoi est alors constitué, comprenant les trouvailles de Khorsabad et celles d'autres sites fouillés par les Français et les Anglais (Kuyunjik, Nimroud, Babylone, Birs Nimroud). Mais seules 28 caisses sur 235 devaient arriver à destination : le 21 mai 1855, alors que les antiquités envoyées en France naviguaient sur le Tigre (près de la ville de Al Qurnah), le convoi fut attaqué par des tribus de la région et la grande majorité des antiquités sombrèrent au fond du fleuve,. La plupart d'entre elles n'ont pas été retrouvées à ce jour, et ne sont connues que par les dessins qui avaient été réalisés précédemment,. Les efforts ultérieurs pour les récupérer, y compris une expédition japonaise en 1971-2, ont été en grande partie infructueux.
| Plans du site et de la terrasse du palais de Khorsabad, et tentative de reconstitution de la zone palatiale d'après les conclusions des fouilles des consuls français. Le tracé des bâtiments est régularisé et donc imprécis, les fouilles postérieures ayant révélé que les murs n'étaient pas strictement parallèles et perpendiculaires les uns par rapport aux autres. |  | Plans du site et de la terrasse du palais de Khorsabad, et tentative de reconstitution de la zone palatiale d'après les conclusions des fouilles des consuls français. Le tracé des bâtiments est régularisé et donc imprécis, les fouilles postérieures ayant révélé que les murs n'étaient pas strictement parallèles et perpendiculaires les uns par rapport aux autres. |  | Plans du site et de la terrasse du palais de Khorsabad, et tentative de reconstitution de la zone palatiale d'après les conclusions des fouilles des consuls français. Le tracé des bâtiments est régularisé et donc imprécis, les fouilles postérieures ayant révélé que les murs n'étaient pas strictement parallèles et perpendiculaires les uns par rapport aux autres. |
| Plans du site et de la terrasse du palais de Khorsabad, et tentative de reconstitution de la zone palatiale d'après les conclusions des fouilles des consuls français. Le tracé des bâtiments est régularisé et donc imprécis, les fouilles postérieures ayant révélé que les murs n'étaient pas strictement parallèles et perpendiculaires les uns par rapport aux autres. |  | |  | |

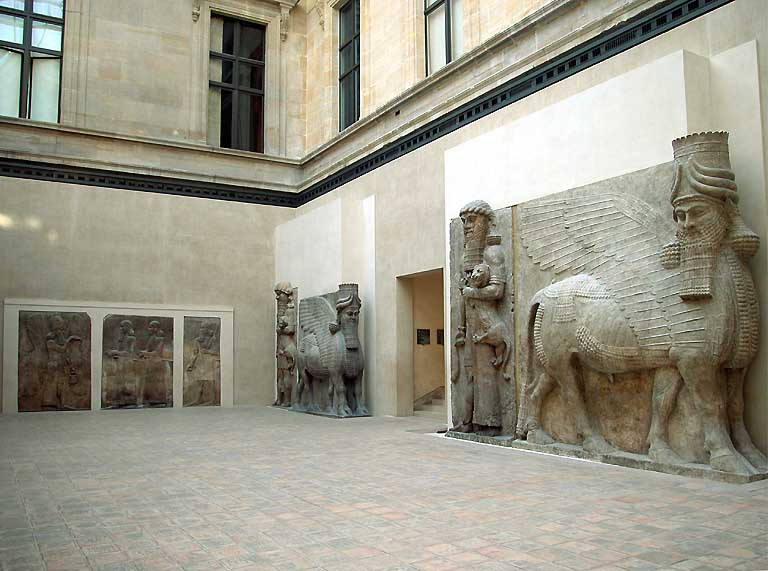
La Cour Khorsabad au musée du Louvre (août 2007).

Les principales œuvres dégagées lors des fouilles françaises qui sont parvenues en France sont exposées au musée du Louvre de Paris, actuellement dans la « Cour Khorsabad » au rez-de-chaussée de l'Aile Richelieu où les sculptures ont été placées dans leur position d'origine.

### Les fouilles de l'université de Chicago

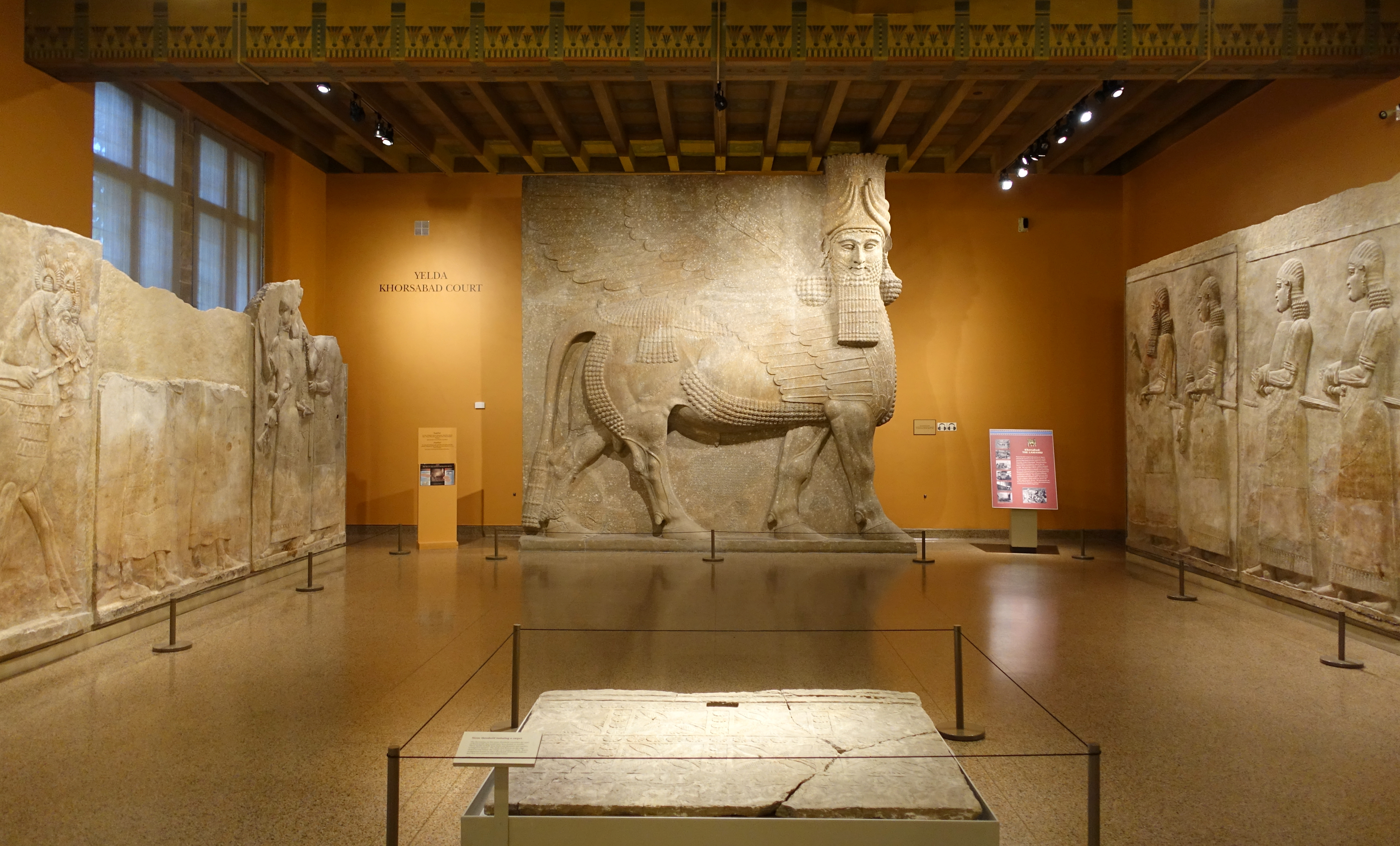
La Khorsabad Court dans le musée de l'Oriental Institute de Chicago (août 2014).

Les fouilles de Khorsabad s'arrêtèrent après l'époque de Place, alors que les découvertes effectuées à Kuyunjik révélaient que c'était cette dernière qui renfermait les ruines de Ninive. Elles ne reprirent pas avant la fin des années 1920, quand les archéologues américains de l'Oriental Institute of Chicago investirent à leur tour le site, sous la direction d'Edward Chiera en 1929, puis sous celle de Gordon Loud jusqu'en 1935. Forts de l'expérience des chantiers qui s'étaient multipliés en Mésopotamie entretemps, en particulier dans les trois autres capitales assyriennes (Assur, Nimroud et Ninive), ainsi que des progrès plus généraux de la discipline archéologiques, ils purent reprendre et prolonger les travaux des consuls français, remettant à plusieurs reprises en cause leurs conclusions. Ils dégagèrent dans la zone palatiale de nouvelles sculptures, identifièrent la salle du trône et étudièrent l'organisation architecturale générale de la cité et du palais. Ils mirent ainsi en évidence le fait que ce dernier présentait un plan moins régulier que celui qui avait été relevé précédemment, puisque ses murs n'étaient pas parallèles comme le pensaient les fouilleurs français. La zone présentée comme un harem par ces derniers fut plus justement identifiée comme des temples à l'aune des connaissances acquises sur l'architecture religieuse mésopotamienne. De nouveaux bâtiments furent dégagés : le temple et les petits palais situés aux pieds du palais royal, le bâtiment Z de la ville basse, la zone du palais F (l'arsenal), ainsi que la porte no 7. Ces campagnes permirent de préciser l'image de la ville de Dur-Sharrukin, en livrant une étude plus scientifique de son architecture et de son urbanisme.

### Les fouilles irakiennes
Les dernières campagnes de fouilles entreprises à Khorsabad furent le fait d'une équipe de la Direction générale des antiquités de l'Irak dirigée par Behnat Abu al-Soof, en 1957. Elles concernèrent un temple isolé près de l'acropole, dédié aux divinités Sibitti,.

### Les destructions récentes
Après l'expansion de l'État islamique dans le nord de l'Irak en 2014, celui-ci entreprend la destruction de plusieurs sites pré-islamiques de la région, dont les statues et monuments sont considérés comme « idolâtres ». Comme Nimroud et Ninive, Khorsabad est victime de leur entreprise destructrice début mars 2015, suivant ce qui est rapporté par le ministre irakien du Tourisme et des Antiquités. En 2016 le site est le théâtre d'affrontements entre l’État islamique et les Peshmergas, les seconds y construisant des ouvrages défensifs (bunkers, fossé antichar), qui sont dynamités par les premiers lorsqu'ils reprennent le site en 2018.

### Les nouvelles fouilles françaises
En 2019 une nouvelle équipe est formée afin de reprendre les fouilles de Khorsabad, sous la direction de P. Butterlin. Elles sont marquées par la mise au jour en octobre 2023 d'un taureau ailé et divers prospections magnétiques et sondages en 2022 et 2023 qui révèlent le fait que l'intérieur de la cité comprenait bien plus de constructions que ce qui était supposé.

## La construction de Dur-Sharrukin
Le site de Dur-Sharrukin s'intègre dans une tradition de construction des nouvelles capitales assyriennes, marquée par les précédents que furent Kar-Tukulti-Ninurta et surtout Kalkhu (Nimrud) auparavant, puis juste après celui de Ninive. La particularité de Dur-Sharrukin est d'avoir été créée sur un site quasiment vierge, occupé seulement par un village, et sur lequel put être développée en une dizaine d'années, de 717 à 706 av. J.-C., une capitale assyrienne avec tous ses attributs habituels (murailles, palais royal, temples, résidences des élites, arsenal). L'histoire de la ville s'arrêta pour ainsi dire là, puisqu'à peine le chantier fini en 705, son fondateur mourut, et son successeur Sennachérib décida de transporter la capitale à Ninive. Dur-Sharrukin ne fut donc jamais capitale de l'Assyrie, et fut peu occupée dans les années suivantes, avant d'être abandonnée et de tomber en ruines après la chute de l'empire en 612 av. J.-C.
La construction de Dur-Sharrukin est bien documentée. Dans la tradition des inscriptions royales assyriennes, Sargon II a fait graver un texte de fondation sur quatre tablettes, en or, cuivre, argent et magnésite, placées dans une boîte en albâtre mise au jour à l'époque des fouilles de Victor Place. Elle comprennent le récit de la construction, et sont conclues par des bénédictions pour la ville et le roi, ainsi que des malédictions contre ceux qui les outrageraient. Des récits similaires, présentant souvent peu de variantes, se trouvent sur d'autres supports, notamment les statues de taureaux androcéphales ailés. Ces sources officielles sont complétées par des lettres de la correspondance de Sargon II mises au jour dans le palais de Ninive (où elles ont dû être déplacées par son fils Sennachérib lorsqu'il s'y est installé). Au nombre de 110 environ (pour celles qui ont pu être identifiées), elles offrent une vision moins idéalisée de la construction de Dur-Sharrukin, exposant des aspects plus terre-à-terre. Ces sources permettent de se rendre compte que le monarque était très impliqué dans le chantier, et que les responsables étaient maintenus sous pression permanente pour mener à terme le projet dans les délais les plus brefs.
| |  |  |
| Tablettes de fondation en argent et or. Ces tablettes, avec deux autres, faisaient partie d’un lot de plaques de fondation découvertes dans un coffret de pierre, enfoui dans les fondations du palais construit par Sargon II. Musée du Louvre. |  |  |

### Décision et planification

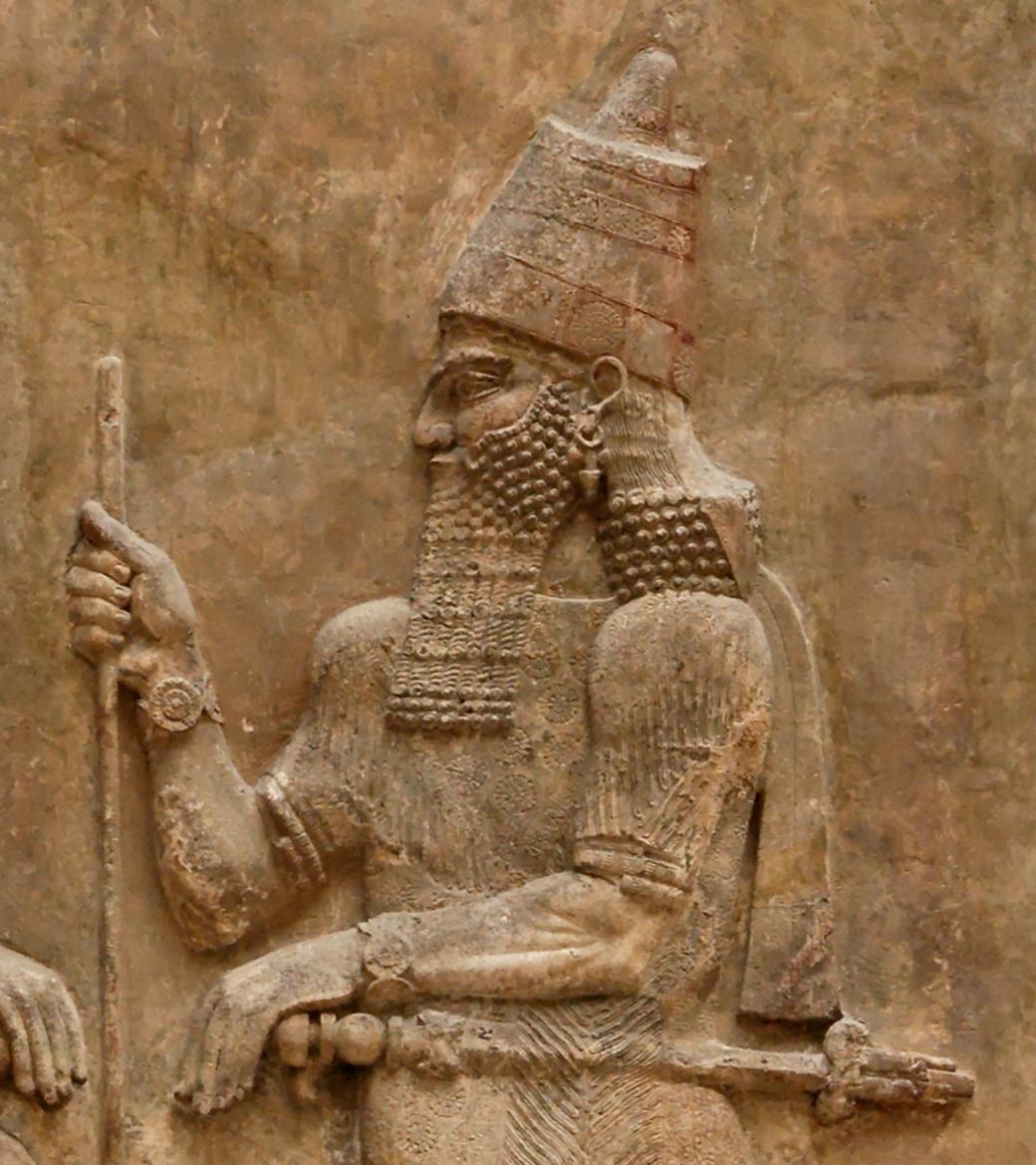
Sargon II, détail d'un bas-relief du mur L palais de Dur-Sharrukin. Musée du Louvre.

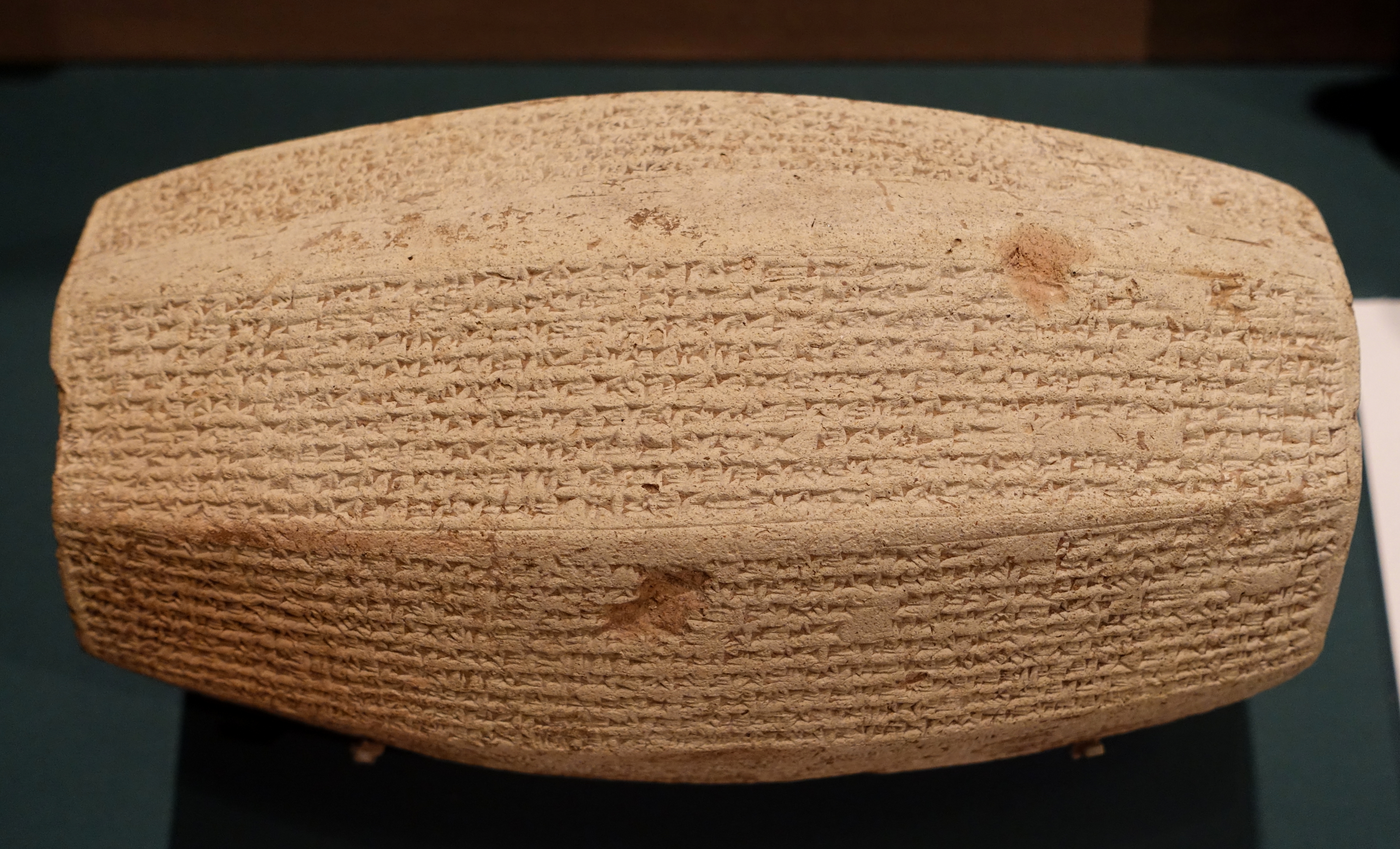
Prisme à neuf côtés comportant une inscription commémorative de la construction de Dur-Sharrukin par Sargon II. Musée de l'Oriental Institute de Chicago.

La décision prise par Sargon II de créer une capitale au nord de Ninive, à partir de rien et d'un seul jet entre 717 et 707 av. J.-C., reste entourée de mystère. Comme souvent dans les inscriptions officielles, elle est présentée comme étant d'initiative divine, laissant de côté les véritables motivations du souverain. Les révoltes auxquelles fait face Sargon au début de son règne, après avoir manifestement renversé son frère Salmanazar V, secouant le cœur de l'Assyrie, ont sans doute joué dans la volonté d'éloigner le centre du pouvoir des grandes villes assyriennes (Assur et Kalkhu), dans un lieu dont la situation ne présentait pas vraiment d'intérêt en dehors d'être proche de Ninive, métropole prestigieuse au passé déjà plurimillénaire par laquelle passent les principales routes de la région (et qu'il s'agit peut-être aussi d'affaiblir). Dans le même temps est fondée une province dont le siège est la nouvelle capitale, aux dépens de la province de Ninive qui est amputée d'une portion importante de son territoire.
Le choix du site se porte sur un village appelé Magganubba. Ses habitants sont évincés contre une compensation :

« Conformément au nom que je porte, que les grands dieux m'ont donné pour que je protège le droit et la justice, guide
celui qui n'a aucun pouvoir et n'exploite pas le faible, je remboursai à leurs propriétaires en argent et en bronze le prix des champs de cette ville tel qu'il était stipulé dans les tablettes d'achat et afin d'éviter le mal, à ceux qui ne voulaient pas du prix de leur champ, je donnai champ pour champ là où ils le voulaient. »

— Inscription de fondation de Sargon II.
Puis une cérémonie religieuse marque le début des travaux, en mai-juin 717 av. J.-C., lors d'un jour désigné comme faste par les devins.

### La mise à contribution des ressources de l'empire

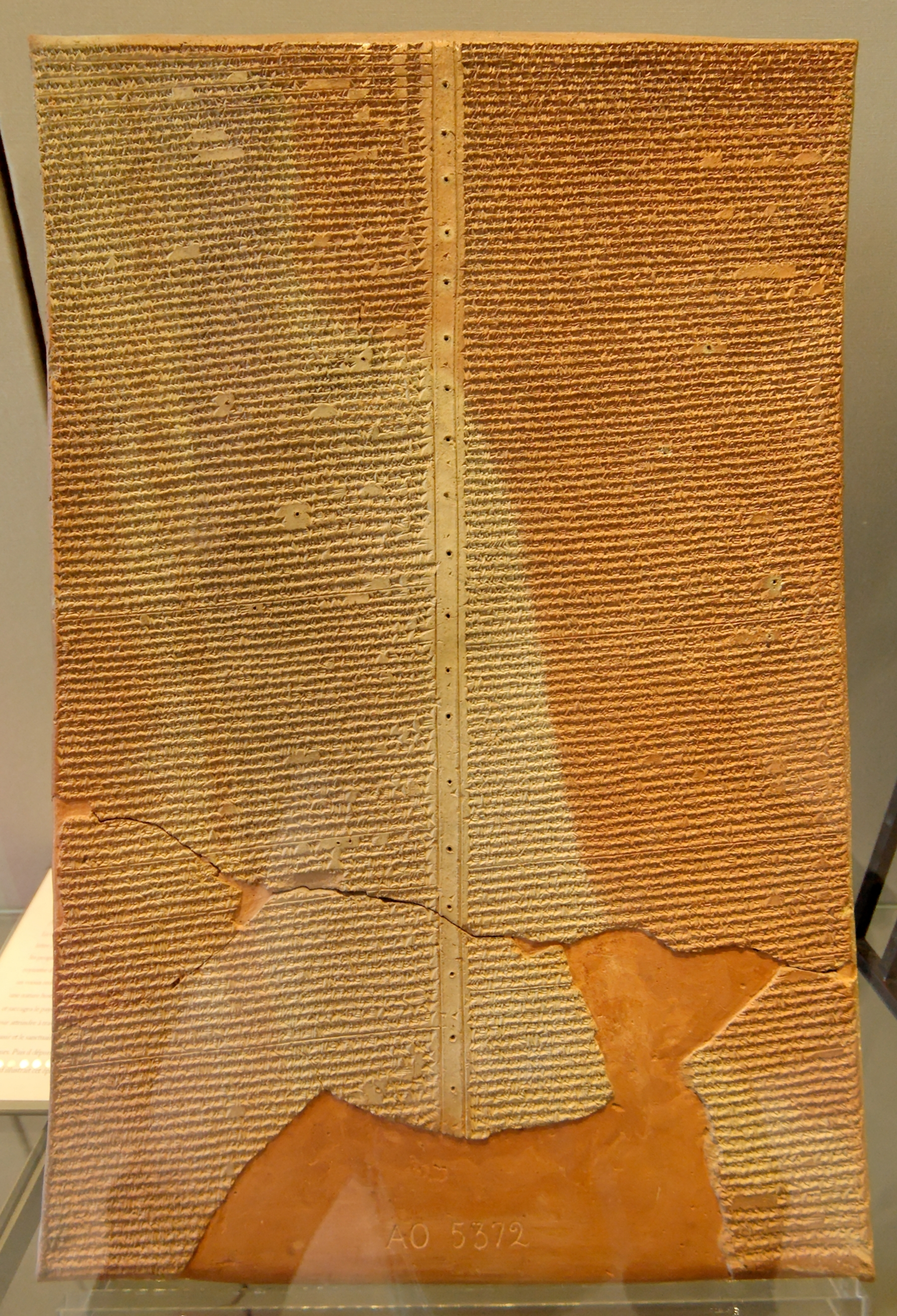
Tablette relatant la huitième campagne de Sargon II qui eut lieu en 714 av. J.-C., pendant le chantier de Dur-Sharrukin. Retrouvée à Assur, exposée au musée du Louvre.

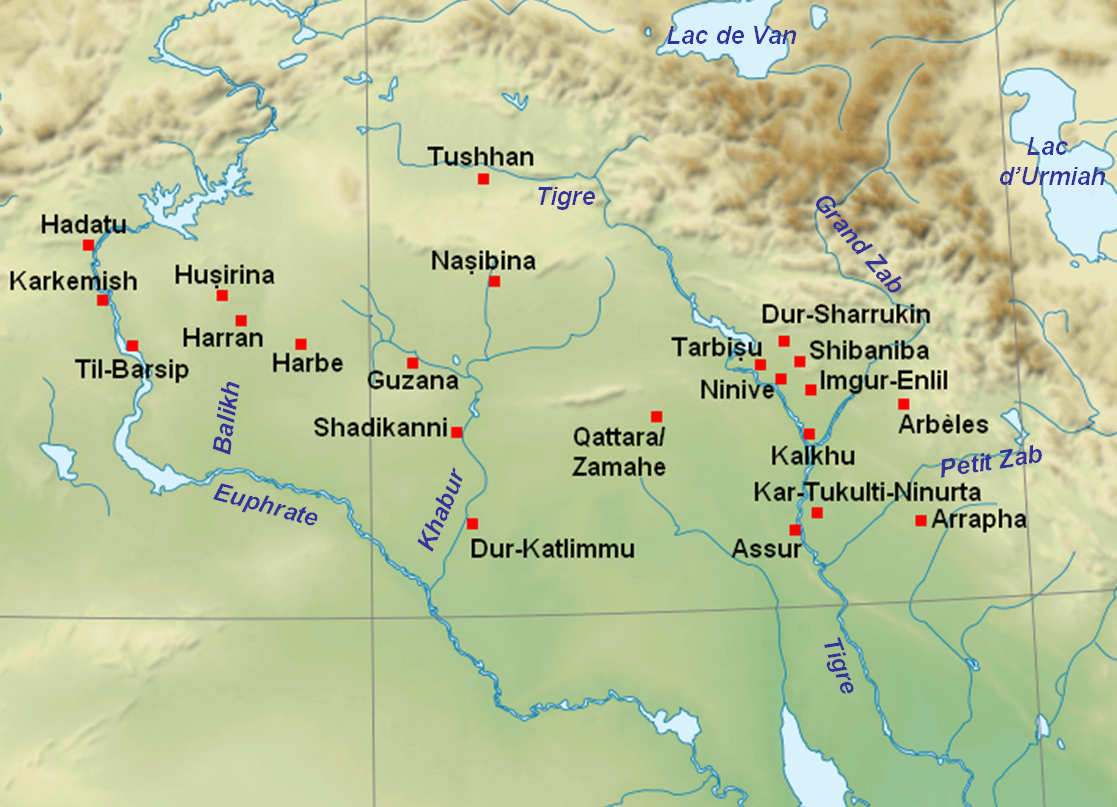
Localisation de Dur-Sharrukin et des principales villes assyriennes.

Le financement de la construction se fait à partir des ressources du Trésor impérial, dont des pièces sont vendues pour obtenir des matériaux précieux, mais également par des prêts de dignitaires. Le pillage du temple de la cité de Musasir, qui a lieu en 714 av. J.-C. lors de la huitième campagne de Sargon II, et était commémoré par des bas-reliefs du palais royal, a sans doute permis d'alléger le fardeau financier que représente le chantier. Les travaux, suivis constamment par le roi, sont supervisés par les plus hauts responsables de l'empire, en particulier le trésorier Tab-shar-Assur. Les gouverneurs provinciaux se voient assigner l'encadrement et la mise en œuvre de tâches précises, tout en devant fournir de la main-d’œuvre et des matériaux.
Le gros du travail est confié à des travailleurs déportés, des sujets corvéables venant de tout l'empire, dont il était convenu qu'ils devaient ensuite peupler la ville. Il importait de trouver des artisans spécialisés. Il ressort des lettres que ces derniers, disposant de contrats de travail, étaient parfois difficiles à trouver, alors qu'ils étaient indispensables pour les tâches les plus élaborées. L'encadrement est en revanche toujours confié à des maîtres de chantier assyriens, et semble prendre une organisation de type militaire.

« Je fis fondre et j'installai dans cette ville des populations des quatre coins du monde, de langues étrangères, aux parlers différents, originaires de la montagne et du plat pays, autant qu'en fait paître la lumière des dieux (le Soleil) et dont je me suis emparé sur l'ordre d'Assur, mon seigneur, par le pouvoir de mon sceptre. Pour les surveiller et les diriger, je leur mandai de vrais Assyriens d'une compétence universelle afin de leur apprendre comment se conduire et la révérence due à la divinité et au roi. »

— Inscription de fondation de Sargon II.
Les matériaux nécessaires au chantier sont divers et doivent souvent être obtenus dans les provinces, qui sont sollicitées en fonction de leurs ressources spécifiques : l'argile et la paille servant pour les briques se trouvent assez facilement sur place, mais les roseaux nécessaires au renforcement des constructions sont acquis dans les provinces voisines. Le bois de construction est fourni par les provinces au titre de tribut. On sait par les lettres et des bas-reliefs qu'il est transporté par petits bateaux sur le Tigre jusqu'au chantier. Les gouverneurs provinciaux se chargent également de ramener d'autres types d'essences, notamment celles désirées pour les jardins royaux. La pierre se trouve en revanche dans des carrières situées en Assyrie même.

### Le déroulement du chantier
Les lettres de la correspondance de Sargon II documentent partiellement les étapes de la construction. Concernant la muraille de la ville, on y apprend notamment que celle-ci était divisée en plusieurs portions dont la construction était confiée aux différents gouverneurs de l'empire, tandis que le Trésorier leur octroyait les briques. La construction des bâtiments était également attribuée de la sorte. Le roi recevait des rapports réguliers sur l'avancement des travaux, les problèmes rencontrés, et maintenait une pression constante sur ceux qui les dirigeaient, comme l'attestent ces deux lettres de la correspondance entre le monarque et le gouverneur de Kalkhu (Nimrud) :

« Au roi, mon seigneur : (ainsi parle) ton serviteur Assur-bani. Bonne santé au roi, mon seigneur ! Assur-shumu-ka'in (responsable des tâches concernant les statues colossales de taureaux androcéphales) m'a appelé pour que je l'aide et il a chargé les taureaux colossaux sur les bateaux mais les bateaux ne pouvaient pas porter un tel poids (et ils ont coulé). À présent, bien que cela me coûte beaucoup de tracas, je les ai repêchés. »

— Lettre du gouverneur de Kalkhu à Sargon II.

« Paroles du roi au gouverneur de Kalkhu : 700 ballots de paille et 700 bottes de roseaux, chaque botte faisant plus que ce qu'un âne peut porter, devront être à disposition à Dur-Sharrukin le 1er du mois de Kislev. S'il y a un seul jour de retard, tu mourras. »

— Lettre de Sargon II au gouverneur de Kalkhu.

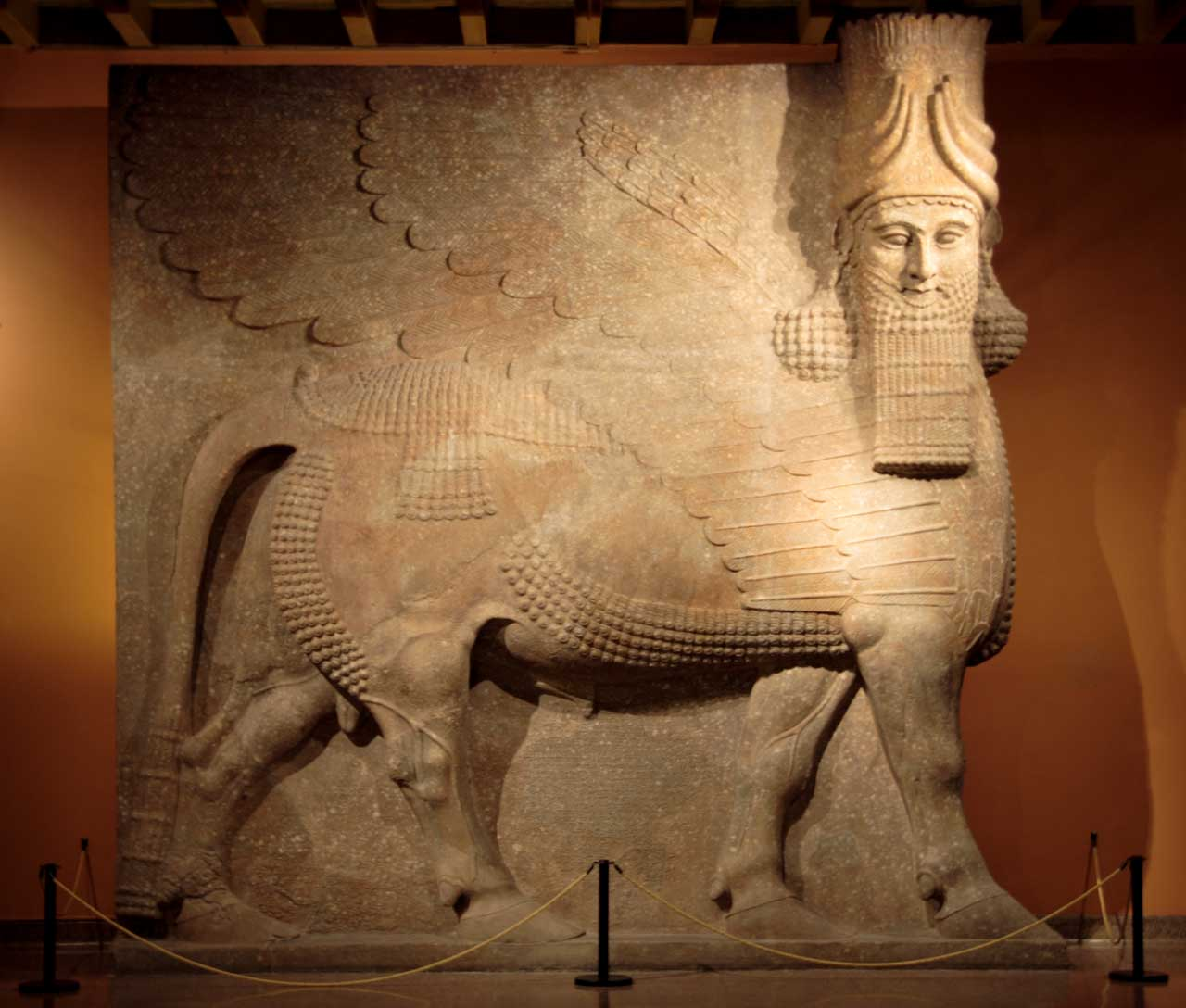
Taureau androcéphale colossal du palais royal de Khorsabad. Musée de l'Oriental Institute de Chicago.

La réalisation et le transport des taureaux colossaux devant être disposés dans le palais étaient des tâches très lourdes, confiées à un administrateur spécifique. Les statues étaient taillées dans du marbre de Mossoul extrait en amont de Ninive. Il fallait d'abord dégrossir les blocs puis les faire glisser sur des rondins de bois, ce qui nécessitait la mobilisation de centaines d'ouvriers. Une fois sculptés, ils étaient chargés sur des bateaux et descendaient le Tigre pour atteindre Dur-Sharrukin. Les lettres contiennent également des informations sur des constructions dans le secteur palatial (le bit hilani), les bas-reliefs sur orthostates, la construction des portes des temples. Le chantier connaît plusieurs retards, notamment dans la construction de logements, et l'élaboration des jardins pour lesquels des essences ne sont pas parvenues dans les délais escomptés :

« Au roi mon seigneur : (ainsi parle) ton serviteur Nabû-dammiq. Bonne santé au roi mon seigneur ! J'ai imposé (aux gens) de Nemed-Ishtar (de fournir) 2 350 pommiers et 450 néfliers, en tout 2 800 (plants). Au mois de Shebat je suis retourné ... à Dur-Sharrukin. Nanî et le (gouverneur de) Suhu sont venus à moi. Ils collectent des plants d'amandiers, de cognassiers et de pruniers et ils les transportent à Dur-Sharrukin. Le (gouverneur de) Suhu et les gens du pays apportent aussi des plants du pays de Laqê : 1 000 pommiers ; leur avant-garde est arrivée et je l'ai vue, mais leur arrière-garde n'est pas encore arrivée. »

— Lettre d'un gouverneur assyrien à Sargon II relative à l'avancement des envois de plants d'arbre des provinces occidentales pour les jardins de Dur-Sharrukin.
À la fin du chantier, les dieux sont invités lors d'une fête à rentrer dans leurs temples, pour ainsi permettre le début du culte, et conviés à l'inauguration du palais :

« En un mois favorable, en un jour propice, j'invitai dans ce palais le grand seigneur Assur, père des dieux, ainsi que les dieux et déesses qui résident en Assyrie. Je leur présentai des kilos d'or fauve et d'argent pur, des offrandes innombrables, un lourd présent. Je réjouis ainsi leur âme. J'offris devant eux en sacrifice de grands bœufs choisis, des moutons gras, des poules, des canards, des pigeons, des cordées de poissons et d'oiseaux, les richesses de l'Abîme qui ne s'épuisent jamais, du vin, du miel, ce que produisent les montagnes brillantes (et) ce qu'il y a de meilleur dans les pays que j'ai conquis, tout ce qu'Assur, le procréateur des dieux, m'a donné de surcroît comme la part qui revient à ma royauté, et j'offris en même temps de purs sacrifices d'animaux offerts volontairement, de saintes offrandes de nourriture, de somptueux encensements et d'inégalables libations. Avec dévotion, je m'agenouillai et je priai, devant Assur, pour que me soit accordée une vie agréable et longue de jours et pour que mon règne soit stable. Puis le grand Mont, le dieu Enlil, seigneur de tous les pays, qui habite l'Ehursaggalkurkurra (cella du temple d'Assur/Enlil à Assur), et les dieux et déesses qui habitent l'Assyrie retournèrent dans leurs villes, parmi l'allégresse et la jubilation. »

— Inscription de fondation de Sargon II.
Les cérémonies d'inauguration se déroulent en 707 et en 706 av. J.-C. Un tremblement de terre vient perturber la fin des travaux, mais les dégâts à Dur-Sharrukin semblent avoir été insignifiants, permettant la finalisation au début de l'année 705.

### L'abandon de la ville
Sargon II meurt peu après la fin du chantier, lors d'une campagne dans le pays de Tabal, en Anatolie occidentale. Son corps n'est pas retrouvé, et il ne peut donc être enterré suivant les rites funéraires d'usage, ce qui implique suivant la mentalité de l'époque qu'il ne connaîtra pas de repos dans l'au-delà. Le fils de Sargon, Sennachérib, choisit d'établir sa capitale à Ninive (où il résidait déjà) dès le début de son règne, entreprenant à son tour un chantier considérable. La majorité de la population qui avait été installée à Dur-Sharrukin est vraisemblablement transférée dans la nouvelle capitale. Il a parfois été tenté d'expliquer ce choix par le fait que la ville de Sargon était vue comme maudite à l'image de son fondateur et que Sennachérib avait cherché à conjurer le malheur en abandonnant la ville pour Ninive. On a voulu confirmer cela par un texte d'un souverain assyrien suivant, Assarhaddon, petit-fils de Sargon, qui évoque un péché commis par son grand-père, mais l'état fragmentaire du document ne permet pas de déterminer l'origine de ce mal, qui pourrait en fait être plutôt lié à ses campagnes militaires en Babylonie.
Quoi qu'il en soit, Dur-Sharrukin, pensée et fondée avec l'ambition d'être une capitale reflétant la puissance de l'empire assyrien, ne l'a jamais été ou de façon éphémère, ce statut revenant à Ninive, ville au passé plus vénérable, la seule à laquelle la tradition antique (biblique et grecque) a reconnu le statut de capitale de l'Assyrie même si dans les faits elle l'a été moins d'un siècle. Dur-Sharrukin resta un centre provincial de second rang, sans doute jamais occupé par une population importante, ce qui explique pourquoi peu d'objets du quotidien y ont été mis au jour. Sa province apparaît à plusieurs reprises dans des textes du VIIe siècle av. J.-C., certains de ses gouverneurs devenant éponymes (des dignitaires dont le nom servait en Assyrie à nommer une année dans la documentation officielle et juridique). Les documents les plus récents à l'évoquer sont des textes juridiques du règne d'Assurbanipal. La ville est probablement abandonnée à la chute de l'empire assyrien en 612.

## Urbanisme et architecture

### Un plan mûrement réfléchi

Plan schématique de Khorsabad.

Créée d'un seul jet à partir de rien à la différence des deux autres grands chantiers urbains des souverains de l'époque néo-assyrienne, Kalkhu et Ninive, Dur-Sharrukin fut pensée d'emblée avec tous les attributs d'une capitale assyrienne telle qu'elle devait être idéalisée à cette époque, sans prise en compte de contraintes topographiques. C'est une vaste cité quadrangulaire, quasiment un carré parfait (ce qui est atypique pour une cité assyrienne), d'environ 300 hectares enserrée par une enceinte épaisse. Suivant le texte de fondation de Sargon II, son périmètre « était de 16 283 grandes coudées, ce qui est la valeur de (son) nom » : il s'agit manifestement d'un calcul numérique de type ésotérique réalisé à partir des signes cunéiformes composant le nom du monarque, dont le sens réel est inconnu. Il semblerait du reste que toute l'organisation du site réponde à des rapports géométriques précis déterminés avant la construction : l'intersection des diagonales de l'enceinte paraît déterminer une relation géométrique entre le palais royal, l'arsenal et des bâtiments de l'acropole ; l'emplacement des portes semble déterminé par des modules géométriques partant de trois d'entre elles, elles-mêmes positionnées en fonction de leur distance par rapport au point central de l'espace intérieur.
La ville était constituée, sur son côté nord-ouest, d'un vaste ensemble comprenant dans une enceinte intérieure le centre politique et religieux de la ville, une sorte d'acropole : sur une terrasse, le palais royal et plusieurs temples avec une ziggurat ; en contrebas, un autre temple et plusieurs résidences princières. Sur son côté sud-est, la muraille comprend également un autre groupe de bâtiments protégé par sa propre enceinte, servant sans doute d'arsenal ou de palais secondaire. Ce doublet secteur palatial-arsenal se retrouve en tout cas à Kalkhu (qui a sans doute servi de modèle) et à Ninive, et était donc vu comme un élément constitutif des villes-capitales assyriennes. Ces deux ensembles étaient chacun situé sur une terrasse surélevée reproduisant la surélévation des tells sur lesquels leurs contreparties de Kalkhu étaient érigés, permettant au pouvoir impérial de manifester dans l'espace sa suprématie. Un autre élément caractéristique des capitales assyrienne étaient les parcs que Sargon II avait fait sortir de terre et qu'il voulait « à l'image de l'Amanus ». Ils devaient se trouver à l'extérieur de la cité, se présentant au regard depuis le palais royal. 
Pour l'intérieur de la ville, seuls quelques bâtiments ont été fouillés. La topographie du site semble indiquer que la ville était parcourue par des canaux, dont un qui la traversait de part en part dans sa moitié nord, et un autre qui le rejoignait depuis le côté est. Les prospections magnétiques conduites en 2022 et 2023 ont permis de confirmer que la ville basse a bien disposé de constructions, dont des édifices monumentaux (temples et/ou palais) et de grandes résidences qui devaient être destinées à des membres de l'élite impériale, ce qui semble indiquer que la ville a plutôt eu une fonction somptuaire. Le tracé de plusieurs rues a été reconnu mais l'organisation générale de la trame urbaine reste mal définie. Un canal partant du côté nord de la ville rejoignait une dépression située en son centre, qui devait être un bassin artificiel, peut-être un lieu où se trouvaient des jardins.

### La muraille et les portes

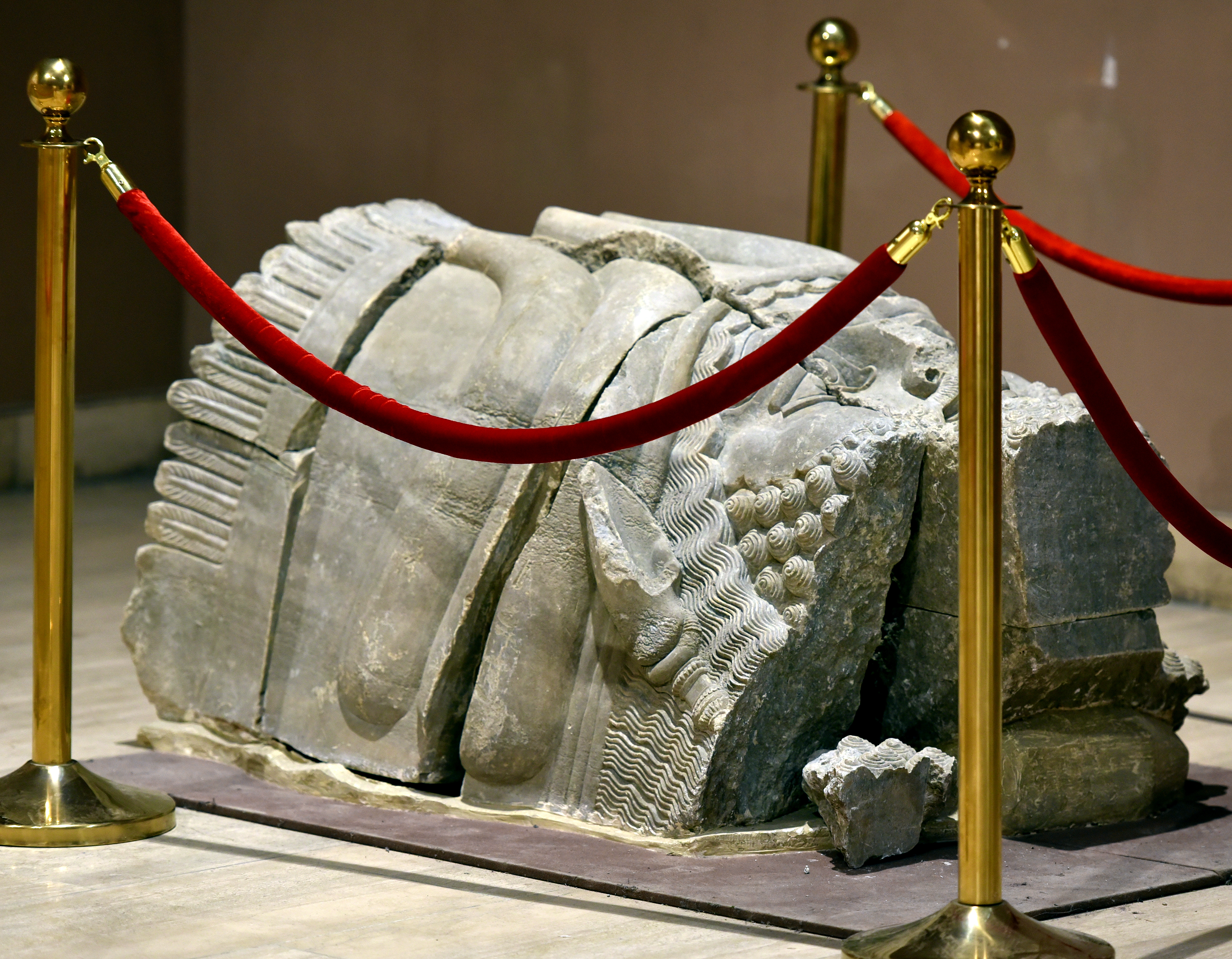
Tête du taureau ailé de la porte no 6, découpée par des pillards, exposée au musée national d'Irak à Bagdad.

La muraille a une forme quadrangulaire, quasiment carrée (approximativement 1750 × 1 650 mètres, les côtés opposés n'étant pas égaux). Les remparts sont constitués de gros blocs de calcaire taillés, enserrés dans une façade de briques crues. Ils avaient une épaisseur d'environ 14 mètres, et devaient s'élever à une douzaine de mètres de hauteur à l'origine. Des tours et des bastions sont disposés le long des murailles, formant des avancements de quelques mètres sur celles-ci.
La muraille était percée de sept portes (huit en théorie, mais une avait été intégrée dans le palais royal). Suivant une pratique habituelle dans la Mésopotamie antique, ces portes ainsi que les murailles (celle de l'acropole et celle de la ville) disposaient de noms cérémoniels qui invoquaient les divinités auxquelles elles étaient attribuées, afin que ces dieux apportent protection à la ville, et ainsi garantissent la prospérité de l'empire et le succès de son roi. Deux groupes de deux portes, les plus proches du palais, sont ainsi associées à des divinités liées à la royauté (Enlil et Ninlil, Anu et Ishtar), tandis que les deux autres binômes concernent les divinités de la sagesse (Ea et Belet-ilani) et des exorcismes (Shamash et Adad) :

« Devant, derrière et sur les deux côtés, face aux quatre vents, j'ouvris huit portes ; j'appelai les portes de Shamash et d'Adad qui sont orientées à l'Est « Shamash est celui qui me fait triompher » et « Adad est celui qui procure l'abondance » ; je nommai les portes d'Enlil et de Ninlil qui sont orientées vers le Nord « Enlil est celui qui pose les fondations de ma ville » et « Ninlil est celle qui renouvelle la luxuriance » ; je donnai aux portes d'Anu et d'Ishtar, qui sont orientées vers l'Ouest, le nom « Anu est celui qui veille sur la réussite de mon œuvre » et « Ishtar est celle qui fait prospérer son peuple » ; j'intitulai les portes d'Ea et de Belet-ilani qui sont orientées vers le Sud « Ea est celui qui garde ses sources en bon état » et « Belet-ilani est celle qui augmente le croît (de ses animaux) ». « Assur est celui qui fait durer le règne du roi qui l'a bâti et protège ses troupes » est le nom de son mur intérieur, « Ninurta affermit pour toujours les fondations du mur » celui de sa muraille extérieure. »

— Inscription de fondation de Sargon II.
La porte no 3 (peut-être la porte de Shamash) a été fouillée par Victor Place. Mesurant 67 × 49 mètres, elle était organisée autour d'une suite de trois cours ouvertes, que l'on franchissait en passant sous des portes voûtées. Elle était décorée par des taureaux androcéphales ailés et des génies (représentés par des bas-reliefs) qui se trouvent au musée du Louvre. Cette porte, dont le passage était peu large, servait pour des piétons. Les chars devaient passer par d'autres portes, plus simples, comme la porte no 7 explorée par les équipes de Chicago, qui ne disposait pas de bas-reliefs ; mais celle-ci elle était manifestement inachevée, car son accès était bloqué.
Les prospections magnétiques de 2022-2023 sur les portes no 3 et 4 ont identifié en avant de celles-ci des constructions massives à la fonction indéterminée : ouvrage défensif, bassin ou fossé ? Elles ont également dégagé les restes d'un taureau ailé de la porte no 6, déjà mis au jour lors de fouilles irakiennes en 1992 ; sa tête avait été découpée par des pillards, avant d'être récupérée par les autorités irakiennes qui l'ont confiée au musée de Bagdad.

### La terrasse du palais

Le plan de l'acropole de Dur-Sharrukin.

Il s'agit d'un groupe de bâtiments érigé sur une terrasse de 12 mètres de haut et de plus de 10 hectares, située à cheval sur la muraille dont elle déborde largement, en particulier vers l'extérieur. Cet ensemble de constructions était dominé par le palais royal, qui en occupe la majeure partie, mais du côté sud se trouvait un secteur de temples. C'est donc la puissance du pouvoir royal qui se manifeste avant tout dans le paysage urbain. On accédait à ce secteur par une rampe située au sud-est, conduisant à un triple portail monumental où étaient disposés plusieurs taureaux androcéphales ailés, d'où on parvenait ensuite à une vaste cour, la cour XV (103 × 91 mètres). C'est à partir de celle-ci que s'organisait la circulation en direction des différentes parties de cette ville palatiale.

#### L'architecture du palais royal

Principales unités de la terrasse du palais : grande cour (XV), cour d'honneur (VIII), salle du trône (VII), cour de la zone privée (VI), appartements royaux (A), bâtiment isolé (peut-être bit-hilani) (BH). Principales unités des temples de la terrasse : cours principales (XXX, XXVII, XXXI), temple de Sîn (1), chapelle d'Adad (2), chapelle d'Ea (3), temple de Shamash (4), chapelle de Ninurta (5), temple de Ningal (6), ziggurat (Z).

Le palais royal (« Palais sans égal », é-gal-gaba-ri-nu-tuku-a en sumérien, employé pour les noms cérémoniels) était divisé, comme les palais assyriens érigés auparavant à Nimroud, entre deux ensembles : un secteur officiel, le babanu, destiné aux activités administratives et à la vie publique de la cour ; un secteur privé, bītanu, servant de résidence pour la famille royale, dont l'accès était strictement contrôlé. Mais le complexe palatial est ici plus vaste que dans les palais de Nimroud : les éléments typiques des palais néo-assyriens organisés en deux parties sont concentrés dans la partie nord autour de la salle du trône et des cours VI et VIII ; la partie sud de l'édifice autour de la vaste cour d'entrée (XV) est une extension par rapport aux palais précédents et reflèterait le fait qu'il y a plus de suites dédiées à l’appareil d’État, qu'il a fallu regrouper dans un nouveau secteur, ce qui a abouti à un palais bien plus complexe que ses prédécesseurs.
La cour XV est sans doute déjà le secteur officiel : elle est encadrée par des espaces de stockage, des cuisines, et peut-être des ateliers et des écuries (la salle XVIII comprend des anneaux en pierre fixés aux murs qui ont pu servir à attacher des chevaux). Le reste du secteur public, situé au nord, est organisé autour de la cour VIII, ou cour d'honneur, autour de laquelle sont disposées des pièces servant sans doute pour les cérémonies (y compris un cellier qui a pu servir de cave à vin), en premier lieu les réceptions. Cela explique pourquoi leurs murs étaient richement décorés de bas-reliefs et de peintures. Une partie de cet espace était organisé autour d'une autre cour, la salle III, située au nord de la précédente. En direction du sud-ouest depuis la cour d'honneur, on franchissait trois portes monumentales, celle du centre étant la plus vaste, flanquée de deux tours et gardée par de grands taureaux ailés, pour accéder à la salle du trône (salle VII). Cette pièce de forme rectangulaire (10 × 47 mètres) avait un décor riche, et disposait sur un de ses petits côtés d'une estrade (4 × 4,6 m au sol, 1 m de haut), accessible par des marches situées sur ces angles et décorée de bas-reliefs, sur laquelle devait se trouver le trône du monarque. Cette salle marquait la séparation entre l'espace public et l'espace privé du palais. Ce dernier était organisé autour d'une petite cour (cour VI) autour de laquelle devaient se trouver les appartements royaux, et le harem, au moins au sud-est, la partie nord-ouest semblant comprendre des pièces de réception. La circulation entre l'espace public et l'espace privé semble donc moins restreinte que dans les autres palais royaux assyriens. Du reste il est possible que le palais ait disposé d'un étage, ce qui laisserait alors dans le flou une grande partie de son organisation spatiale. Les cours extérieures, I et III, situées au nord-ouest, sont ainsi accessibles depuis les deux espaces.
La cour I comprend un bâtiment isolé partiellement dégagé, d'environ 60 × 29 mètres avec un portail à colonnes, qui semble avoir été un lieu d'agrément (résidentiel ou convivial), peut-être situé au milieu d'un jardin. Certains ont proposé qu'il s'agisse de l'édifice de type bit hilani que Sargon II dit avoir fait ériger dans son palais, mais ses éléments caractéristiques évoqués dans l'inscription (huit colonnes supportées par des lions en bronze colossaux) n'y ont pas été mis au jour.

#### Le décor du palais royal
Le décor du palais royal de Dur-Sharrukin témoigne d'une recherche élaborée et du haut niveau de maîtrise atteint par ses maîtres d’œuvre et ses artistes, notamment la capacité à travailler de manière concertée afin d'associer architecture et art. Ils ont pour cela eu recours à diverses formes d'art : la sculpture surtout, mais également la peinture, les briques à glaçure colorée et, à l'époque de sa construction, le mobilier en bois, ivoire et autres matériaux précieux, qui est ici peu attesté à la différence de Nimroud et d'Arslan Tash, le tout accompagné d'inscriptions sur pierre, omniprésentes sur les sculptures. Ces talents ont été mis au service d'un programme religieux et politique dédié à la gloire de Sargon II et de son empire, représentant des scènes narratives complexes à une échelle monumentale.

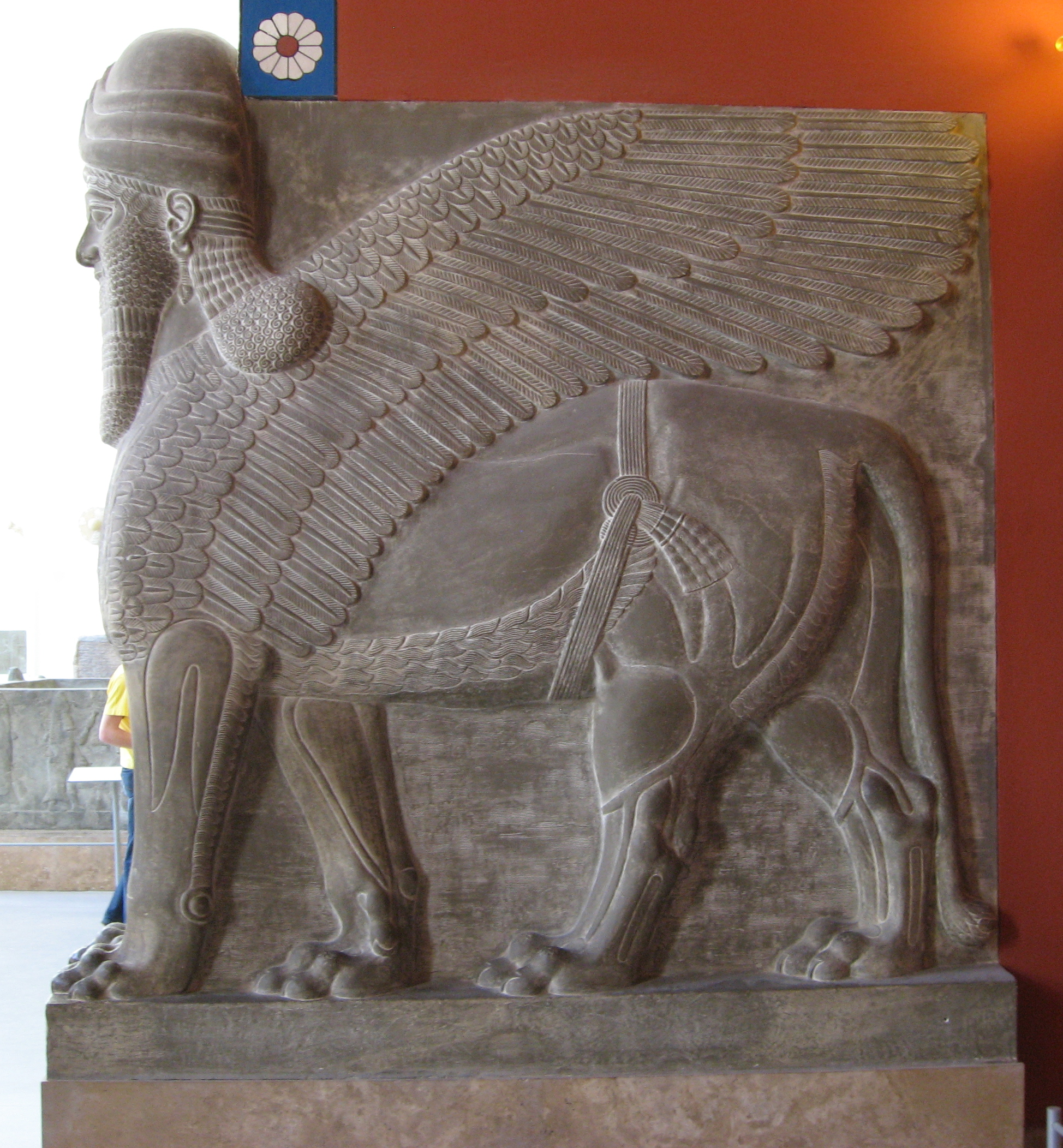
Lion androcéphale ailé de Nimroud.

Les sculptures ornant les murs du palais de Dur-Sharrukin font partie des plus belles réalisations de l'art assyrien. Elles témoignent d'une remarquable intégration dans l'organisation spatiale du palais. Les portes extérieures et intérieurs étaient gardées par des statues monumentales de taureaux androcéphales ailés (et aucun lion androcéphale, comme on en a trouvé à Nimroud), qui avaient une fonction protectrice : ils représentent des génies que les textes assyriens désignent par les termes šēdu, lamassu ou aladlammu. Ils étaient disposés par paires symétriques de chaque côté des voies d'accès et soutenaient la voûte des portes. L'entrée de la cour XV, de la salle du trône et la cour III disposaient de deux paires, parce qu'elles étaient considérées comme des points plus importants du palais. Comme cela a été évoqué, leur réalisation dans des blocs de pierre unique et leur transport dans la ville depuis les carrières était très suivi par le roi qui portait manifestement un intérêt particulier à ces statues. Elles sont toutes réalisées suivant les mêmes proportions, avec la même exécution : tête humaine en ronde-bosse, corps en haut-relief avec une barbe, des ailes et un pelage finement taillés. Les dimensions varient cependant : entre 3,5 et 5,8 mètres de haut pour environ 1,3 de large.
L'efficacité magique des taureaux ailés était renforcée par la présence de bas-reliefs à fonction symbolique, représentant des génies ailés, des génies à tête d'oiseau et également des héros domptant un lion, des arbres stylisés. Y étaient souvent associées des sculptures représentant le souverain accompagné de dignitaires.

Génies protecteurs du palais de Dur-Sharrukin. Musée du Louvre.
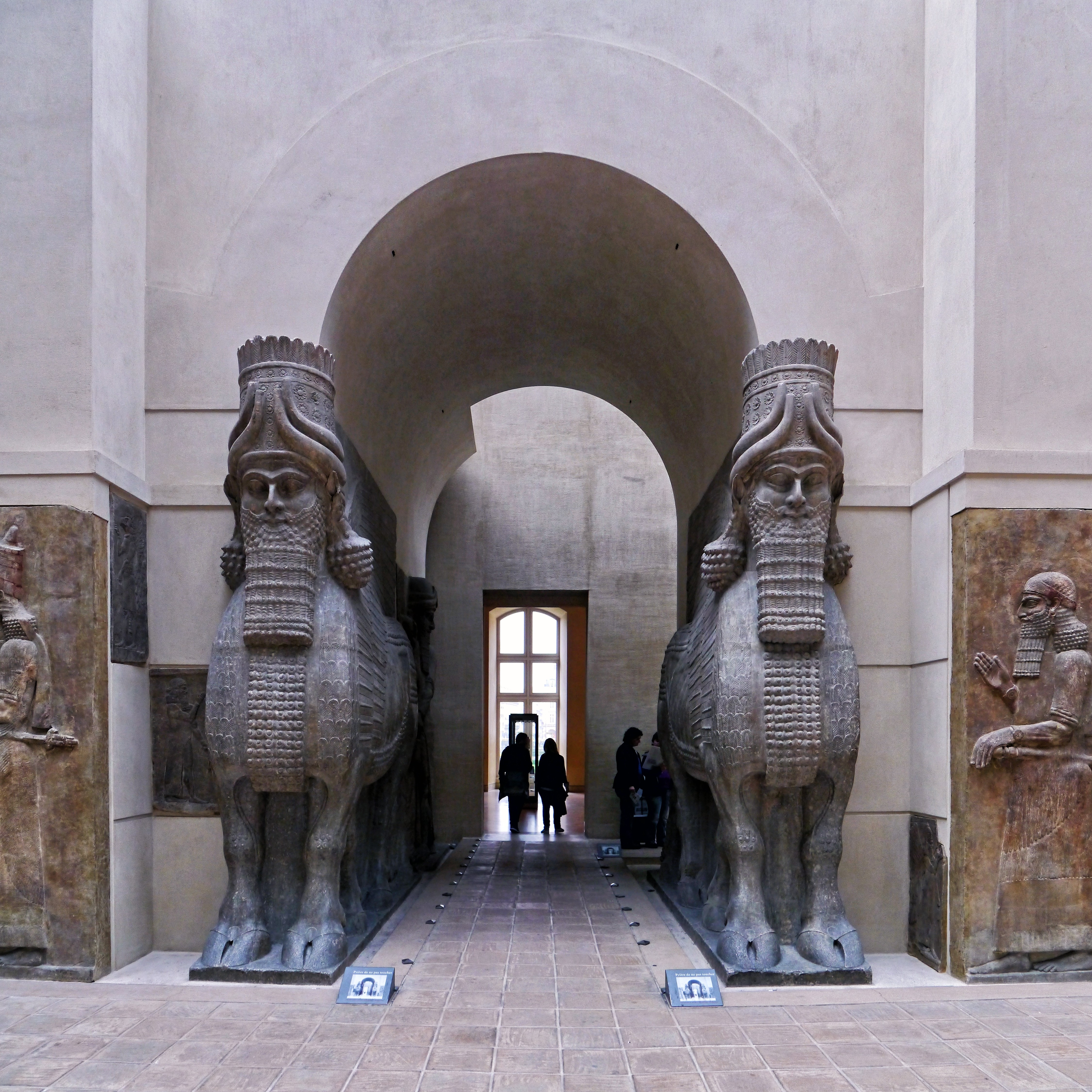
Couples de taureaux androcéphales ailés gardant la porte K du palais[56].
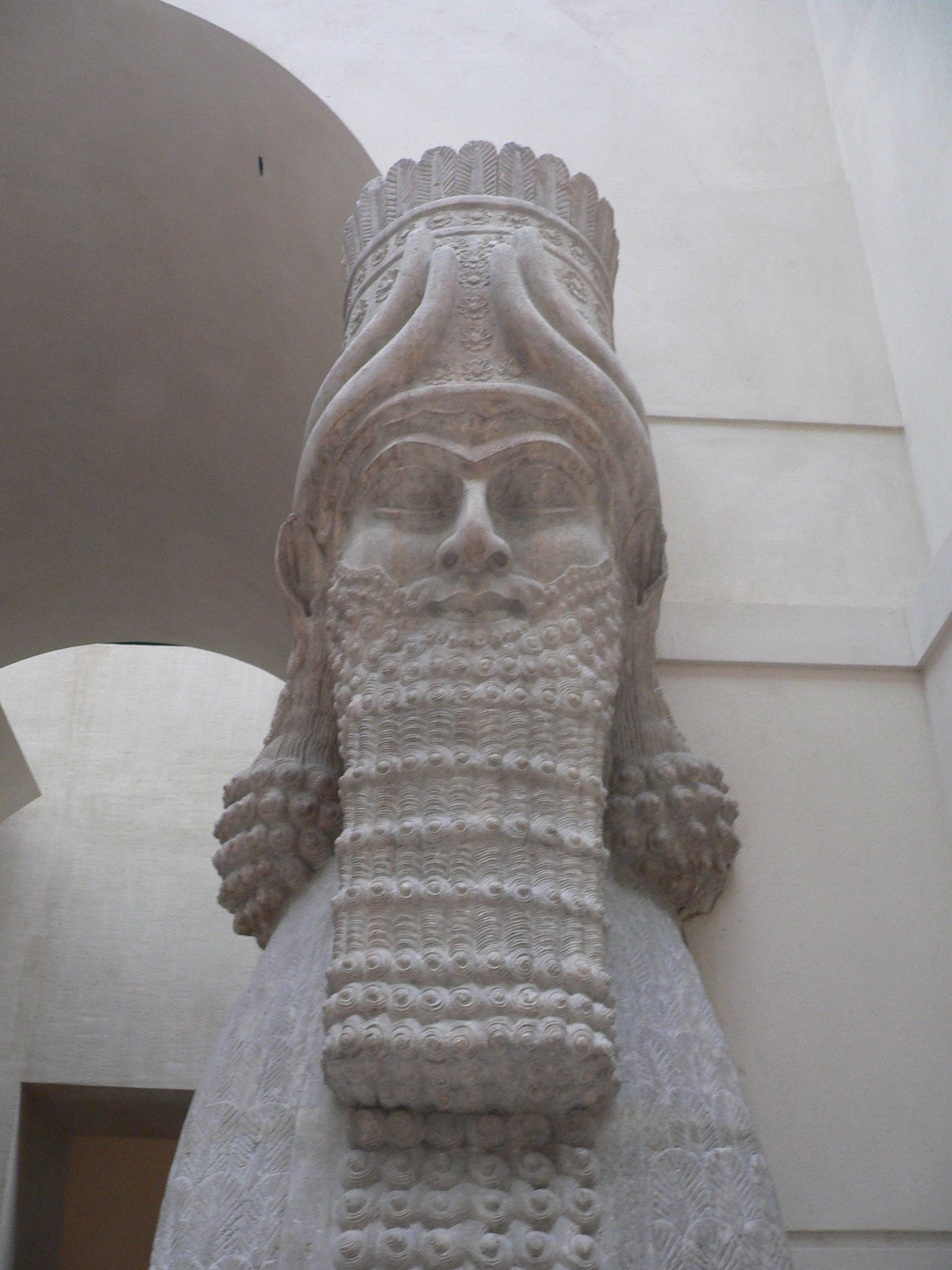
Visage du taureau androcéphale ailé gardant la porte K du palais[56].
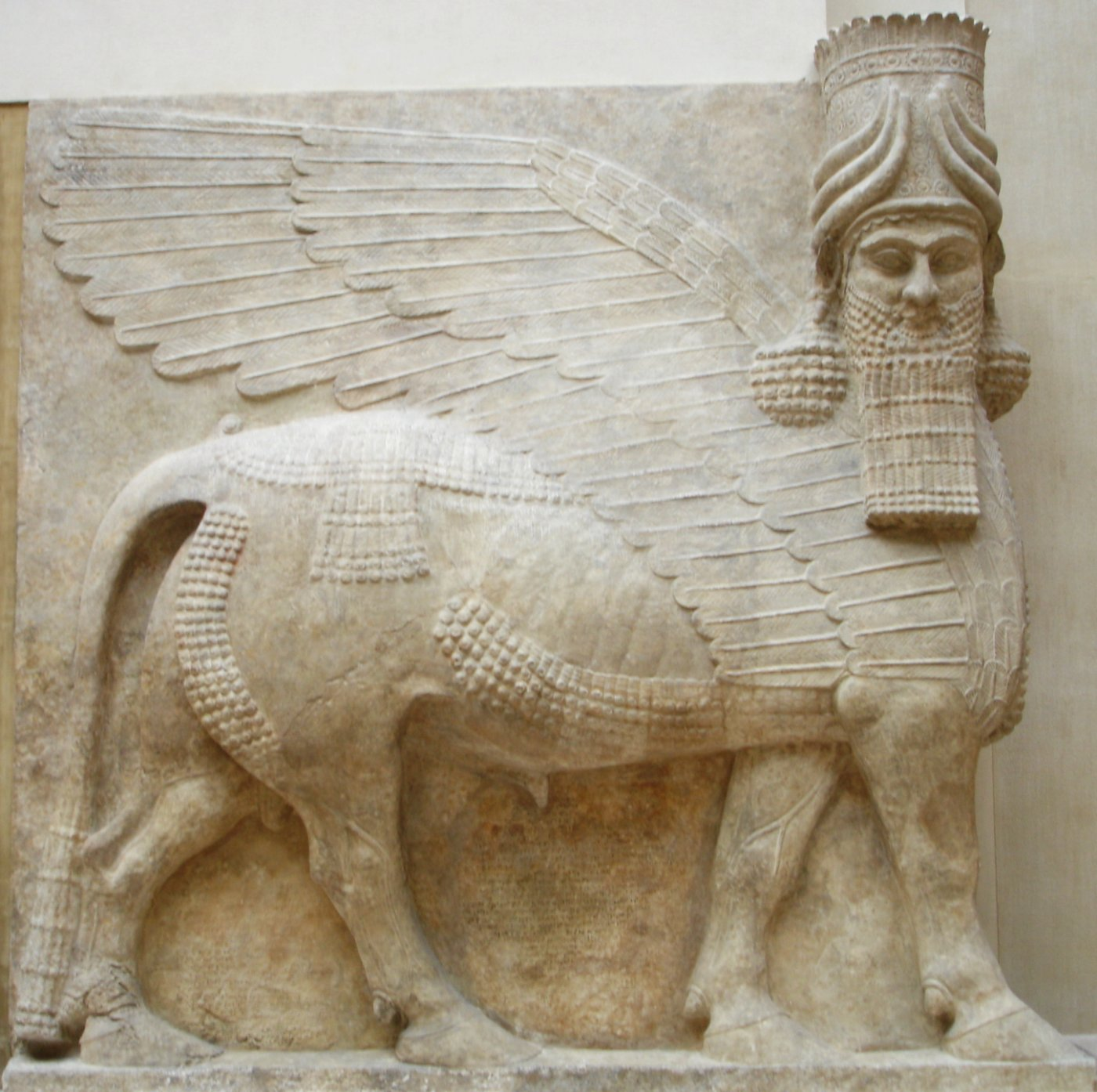
Taureau androcéphale ailé tourné de face gardant la porte de la façade M du palais.
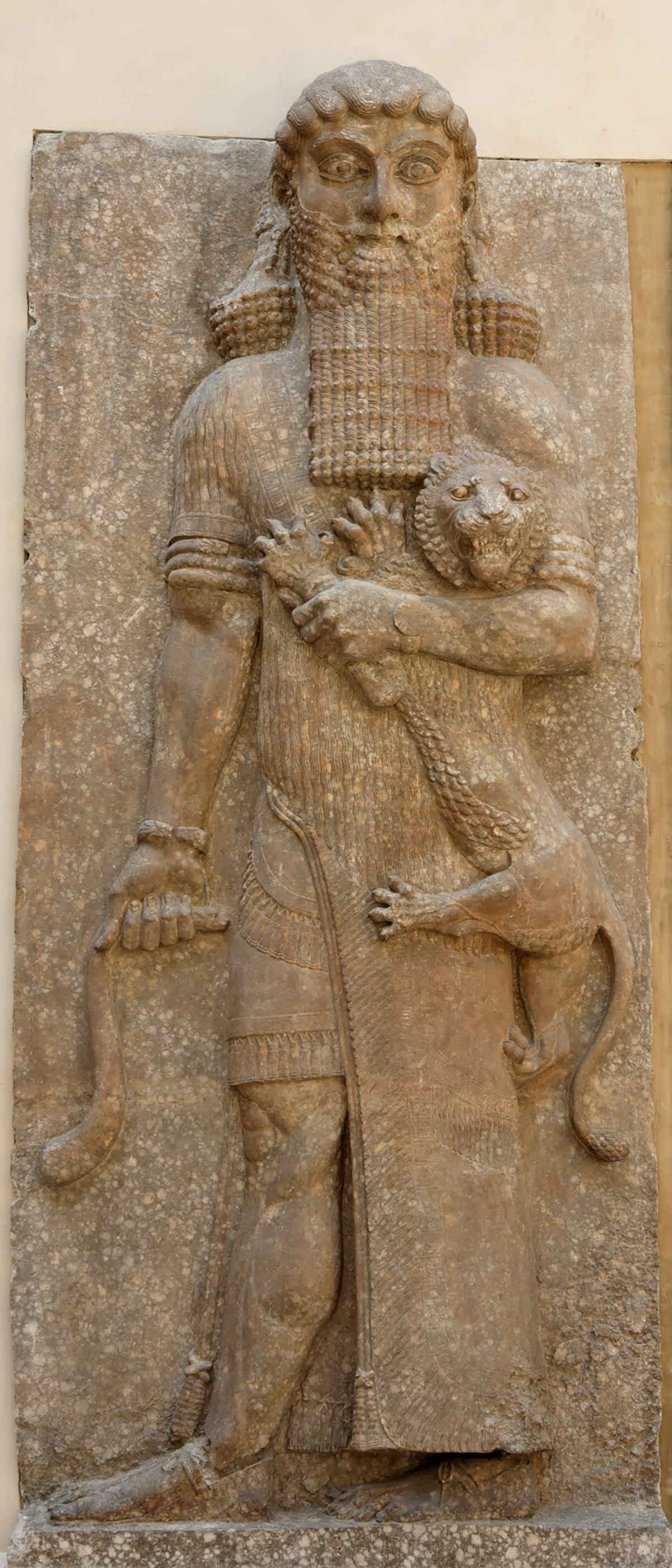
Héros maîtrisant un lion. Bas-relief de la façade N du palais (entrée de la salle du trône)[57].
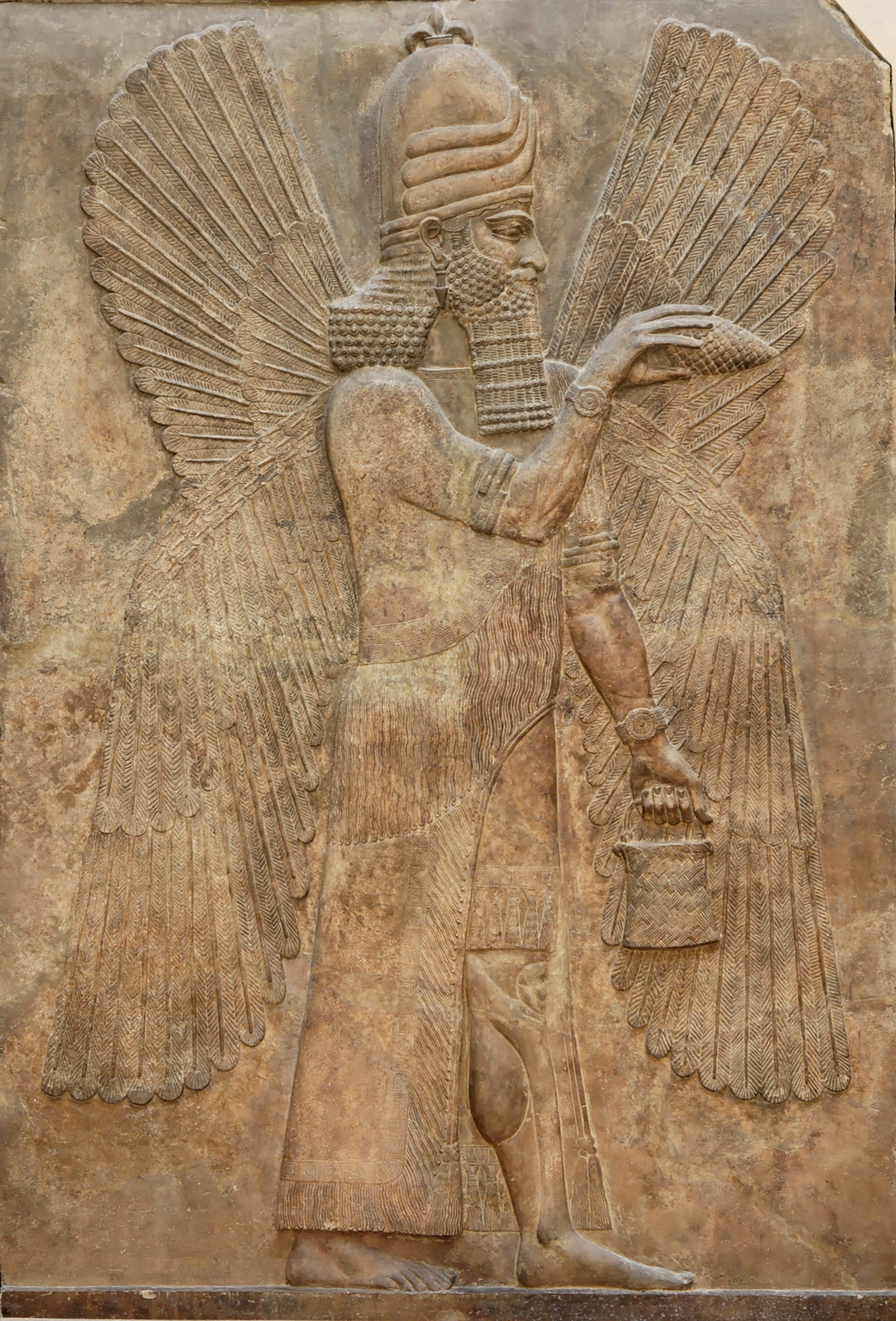
Génie ailé donnant une bénédiction. Bas-relief du mur septentrional du palais.
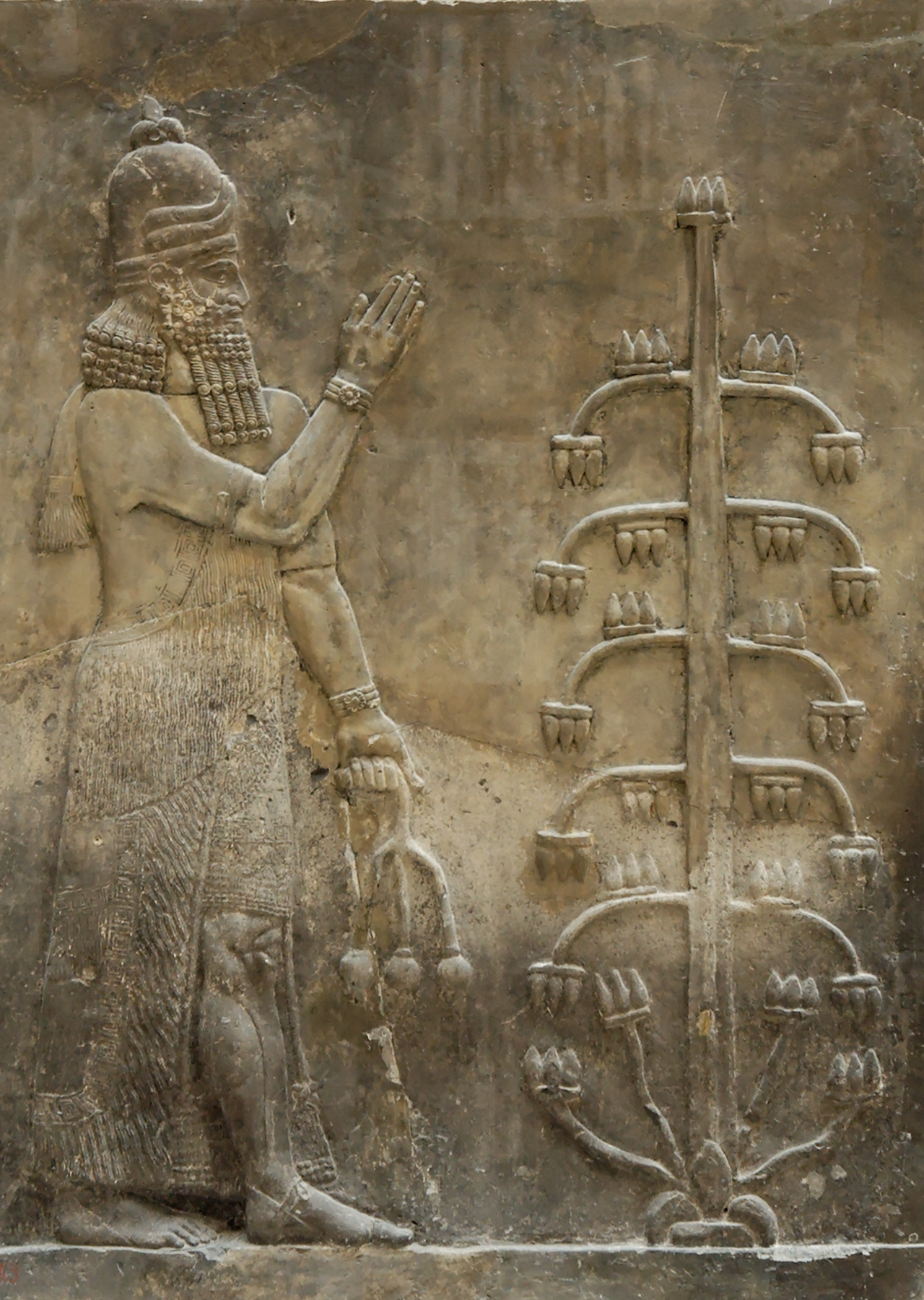
Génie ailé donnant une bénédiction, devant un arbre sacré. Bas-relief de l'édifice isolé (bit hilani ?) de la terrasse du palais[58].

Les bas-reliefs de ce type étaient sculptés sur des orthostates en albâtre gypseux, colorés à l'origine (certains ont conservé des traces de pigments). Ils ont été retrouvés dans plusieurs salles et cours du palais, répondant à un programme iconographique, politique et religieux précis développé souvent sur plusieurs mètres de hauteur. Ils sont dans certains cas divisés en deux registres de 1,20 m séparés par des bandes inscrites d'environ 60 cm, le tout s'élevant donc sur 3 mètres. Les grands thèmes représentés, associés à l'idéologie royale, sont la guerre, le tribut, les rituels, la vie de la cour, dont les banquets. Parmi les scènes narratives représentées se trouvent celles de la cour VIII ou cour d'honneur, qui ont pour but de symboliser la domination de l'Assyrie sur les peuples de l'empire, se trouve notamment une série montrant des bateaux transportant du bois, couramment identifiés provenant de Phénicie et portant donc des cèdres du Liban (peut-être pour l'édification du palais). Le couloir 10 représente quant à lui des tributaires apportant des présents, notamment des chevaux. Sont ainsi rappelées les victoires et la puissance de Sargon II aux visiteurs venus lui rendre hommage. Dans le même ordre d'idées, parmi les bas-reliefs qui ont été perdus, on trouvait des narrations guerrières, comme le pillage du temple de Musasir qui avait eu lieu en 714. Les scènes de chasses reflètent la même idéologie guerrière et l'affirmation de la domination du roi sur les forces du monde sauvage. Les scènes situées à l'entrée du palais (façade L), associées aux sculptures de génies et aux taureaux ailés, représentaient un cortège de dignitaires et serviteurs portant des trésors destinés au roi, représenté accompagné du prince héritier,. Les scènes de banquets, qui ne sont pas attestées sur les bas-reliefs des palais néo-assyriens antérieurs, sont des scènes de la vie de la cour, illustrant l'abondance, la générosité du roi, les statuts existant à la cour.

Bas-reliefs du palais de Dur-Sharrukin. Musée du Louvre.
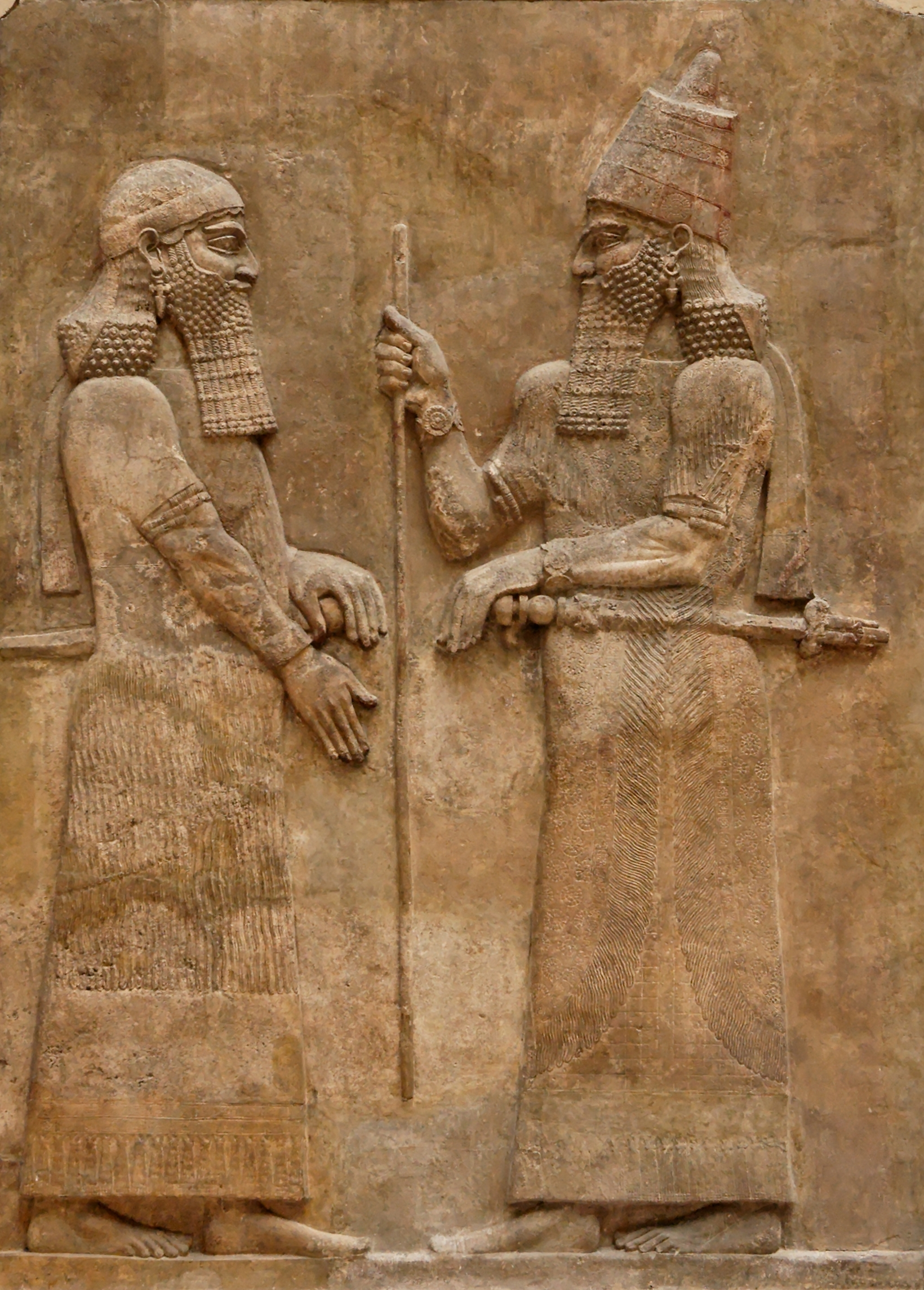
Le roi Sargon II et un haut dignitaire. Bas-relief de la façade L du palais.
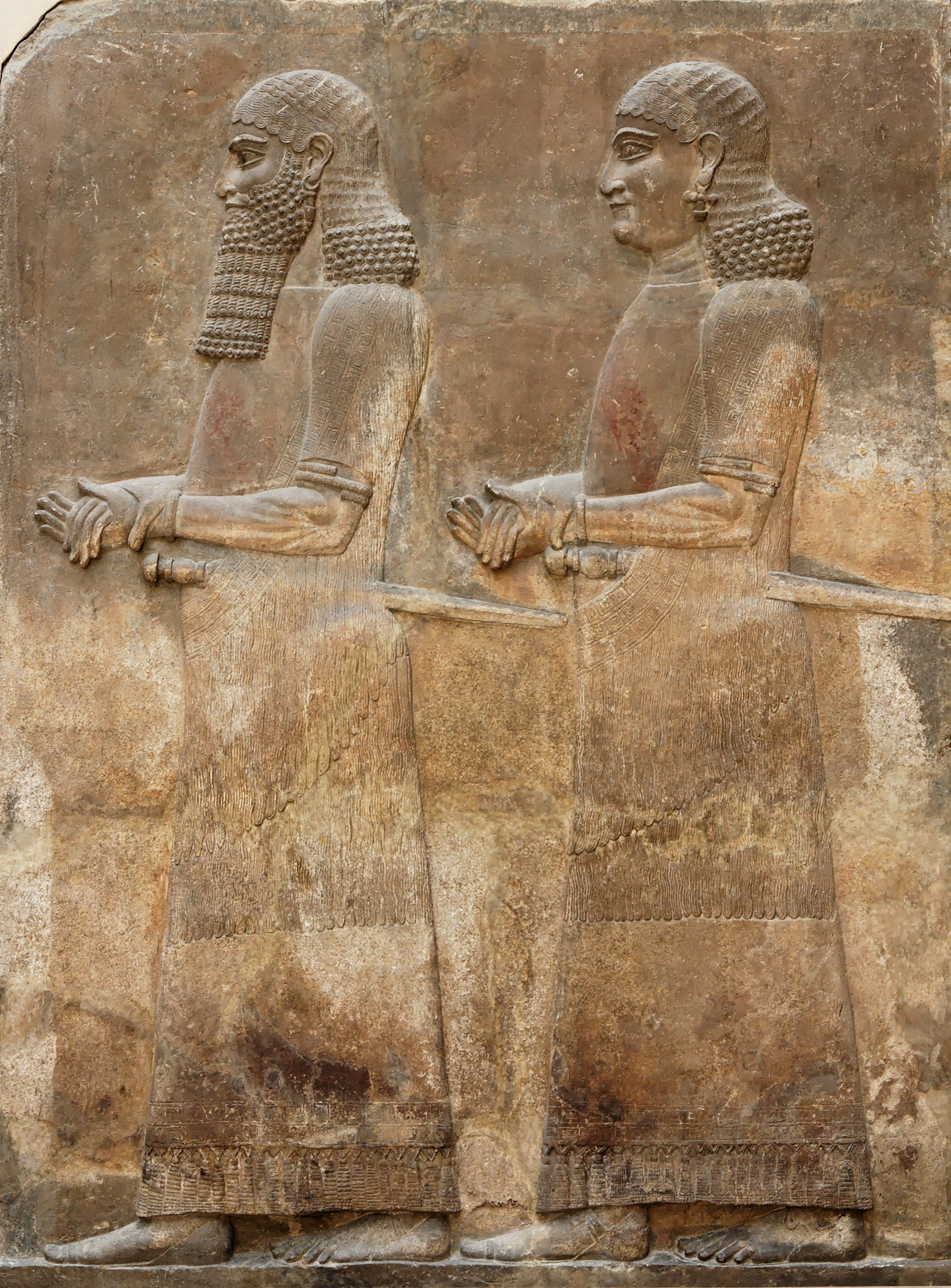
Deux fonctionnaires. Bas-relief de la salle 11 du palais.
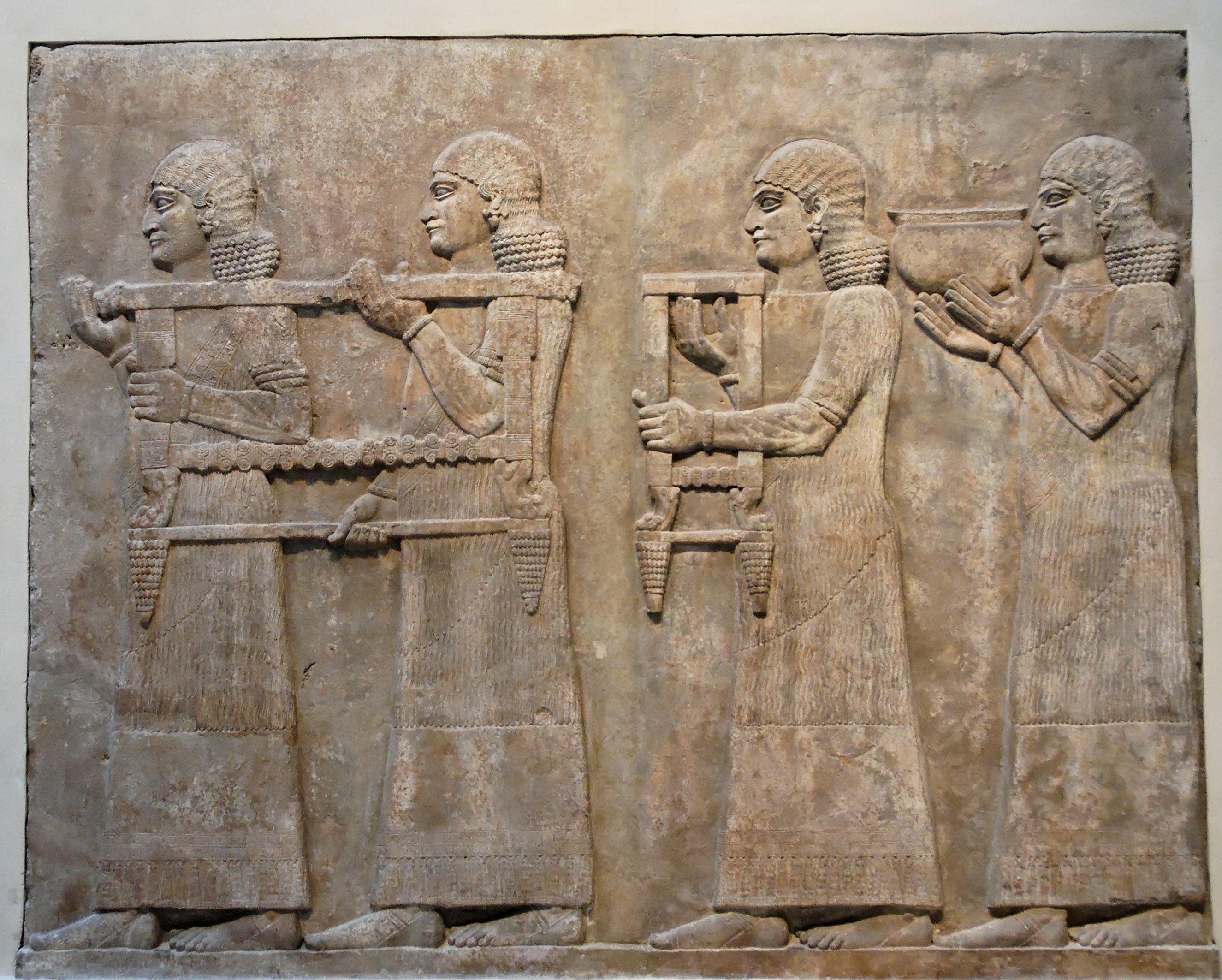
Serviteurs portant une banquette, un siège et un vase. Bas-relief de la façade L du palais[62].
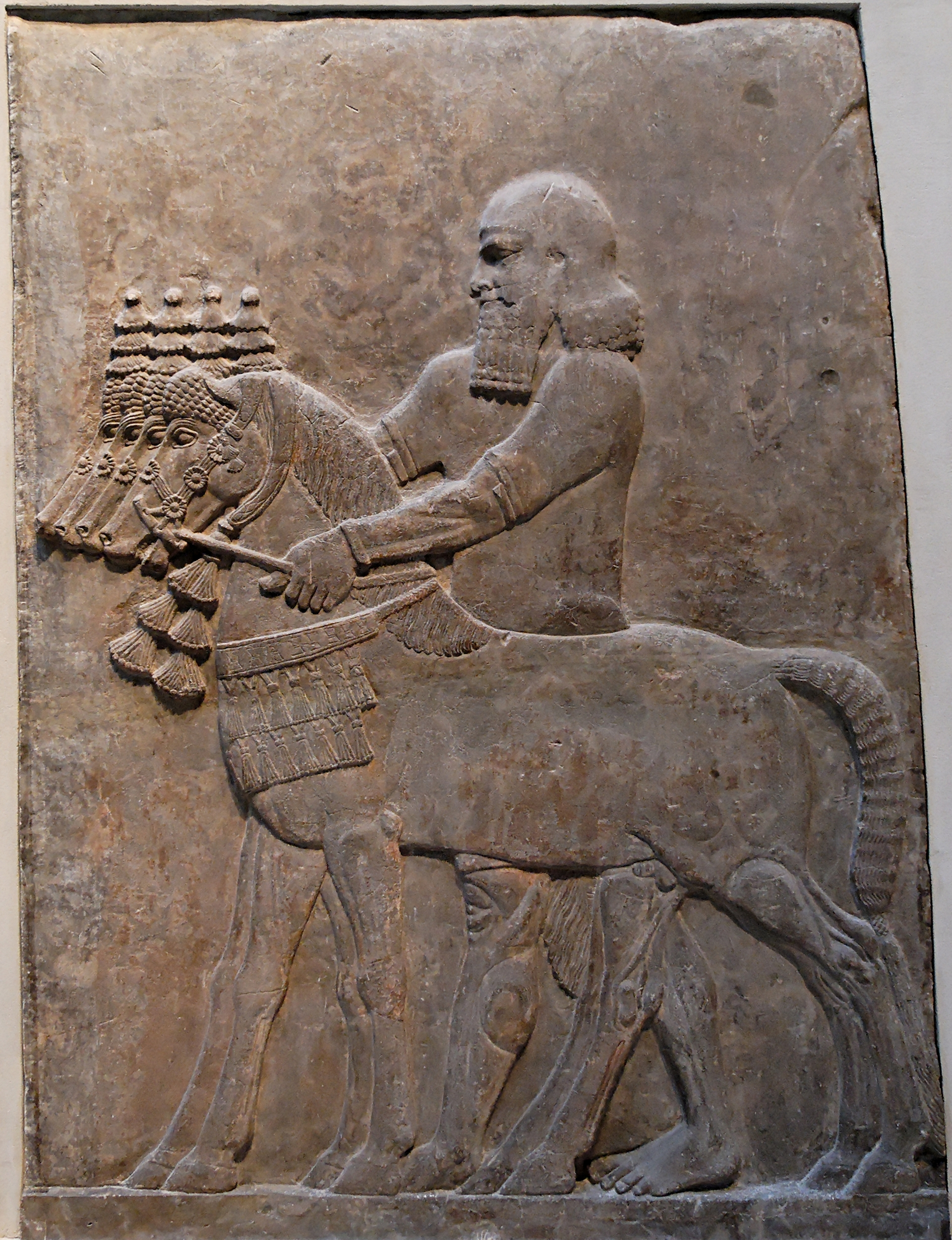
Écuyer conduisant des chevaux. Bas-relief de la façade L du palais.
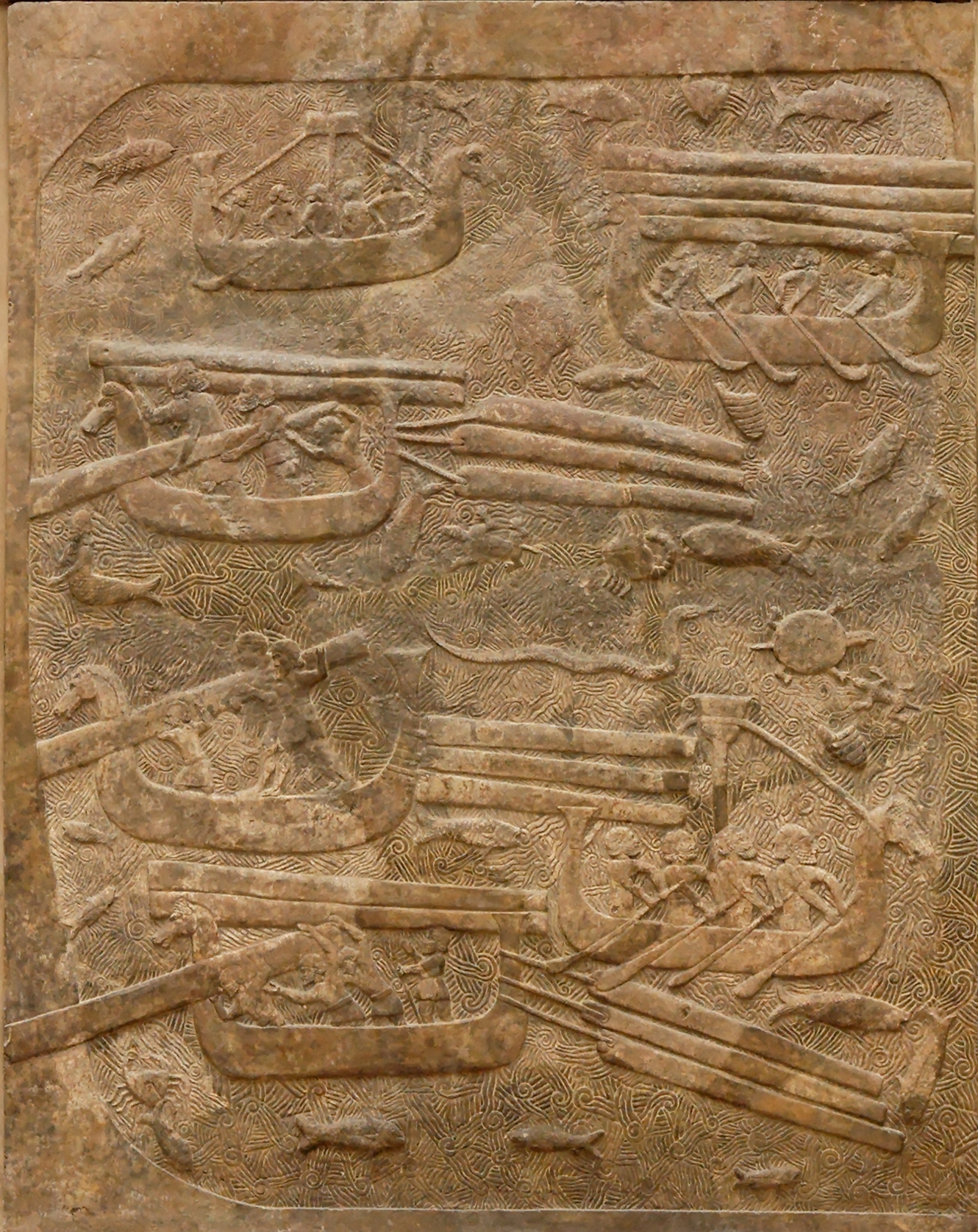
Transport de cèdre du Liban. Bas-relief de la façade nord de la cour d'honneur (VIII) du palais[63].

Copies de bas-reliefs du palais de Dur-Sharrukin par Eugène Flandin.
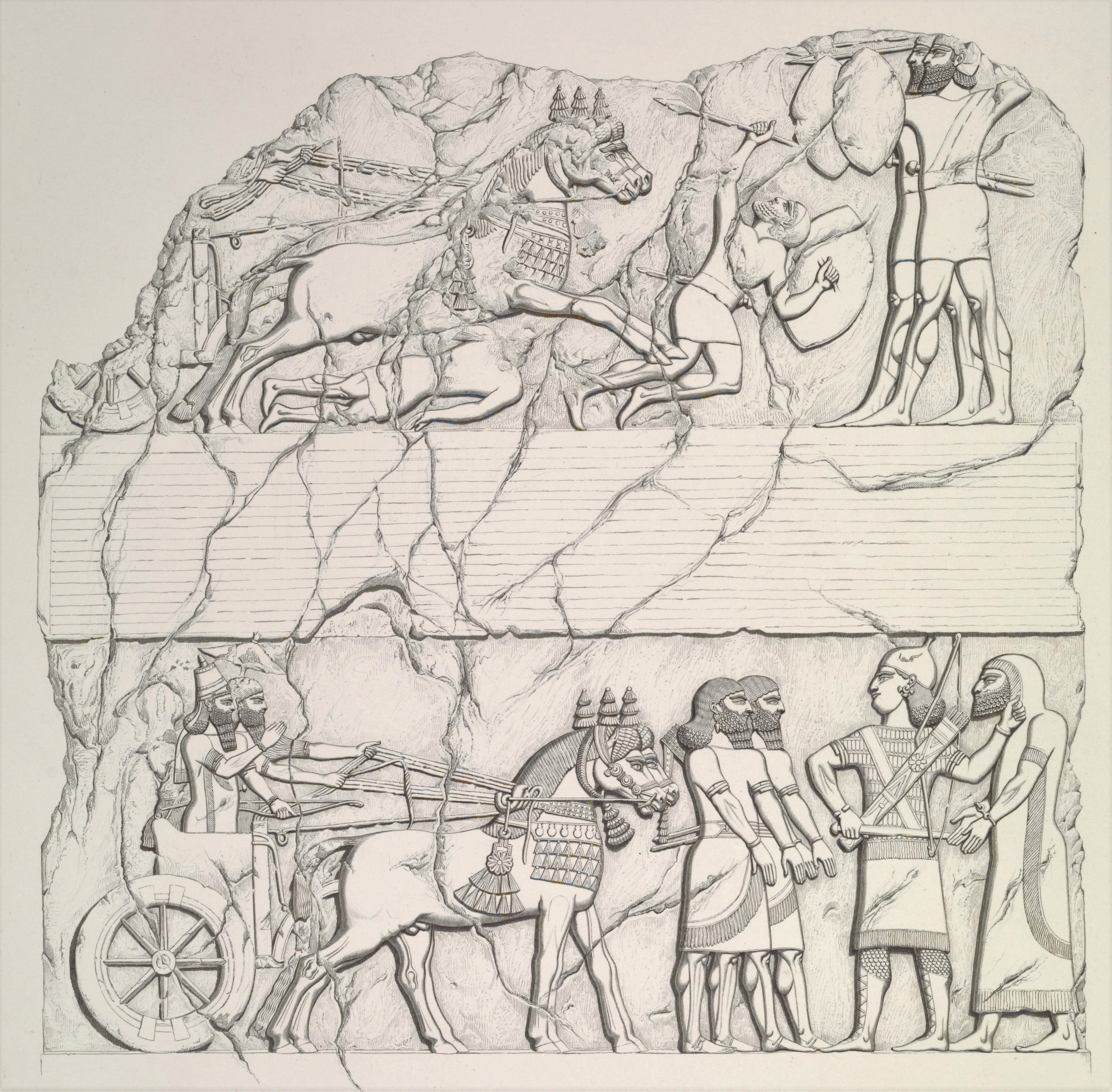
Le roi sur son char, face à un ennemi capturé. Bas-relief de la salle 5.
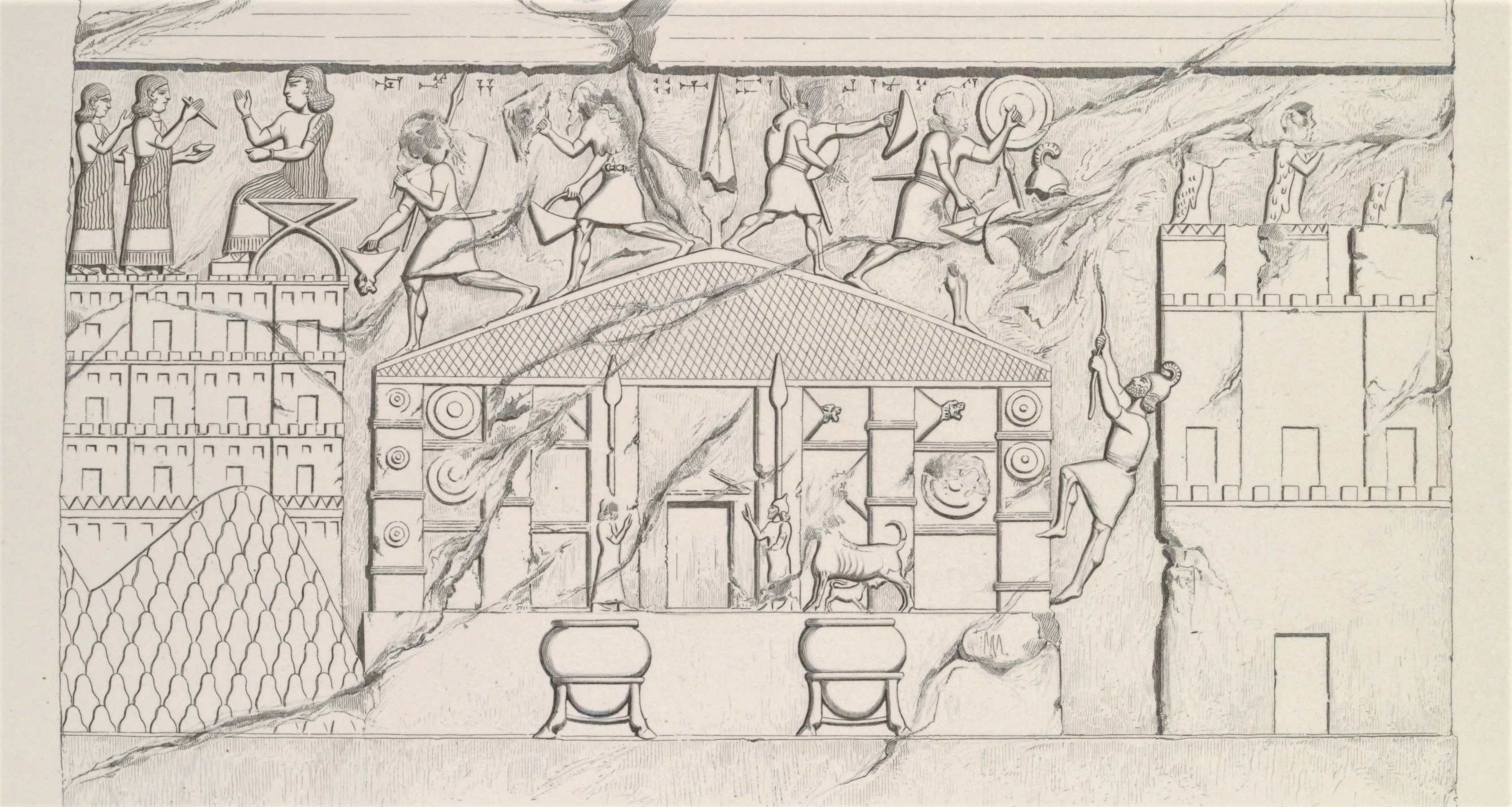
Représentation du sac du temple de Haldi à Musasir. Bas-relief de la salle 13.
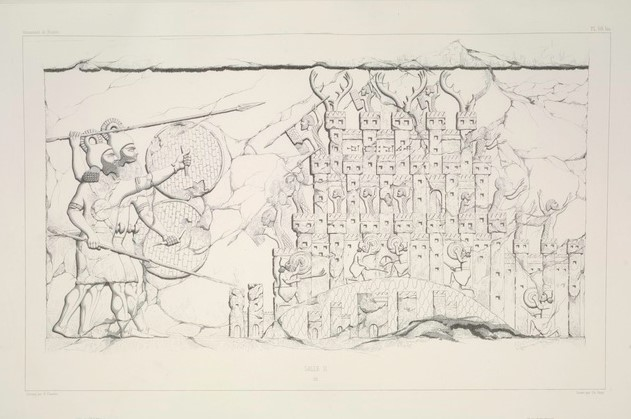
Prise d'une cité mède par les troupes assyriennes. Bas-relief de la salle 2.
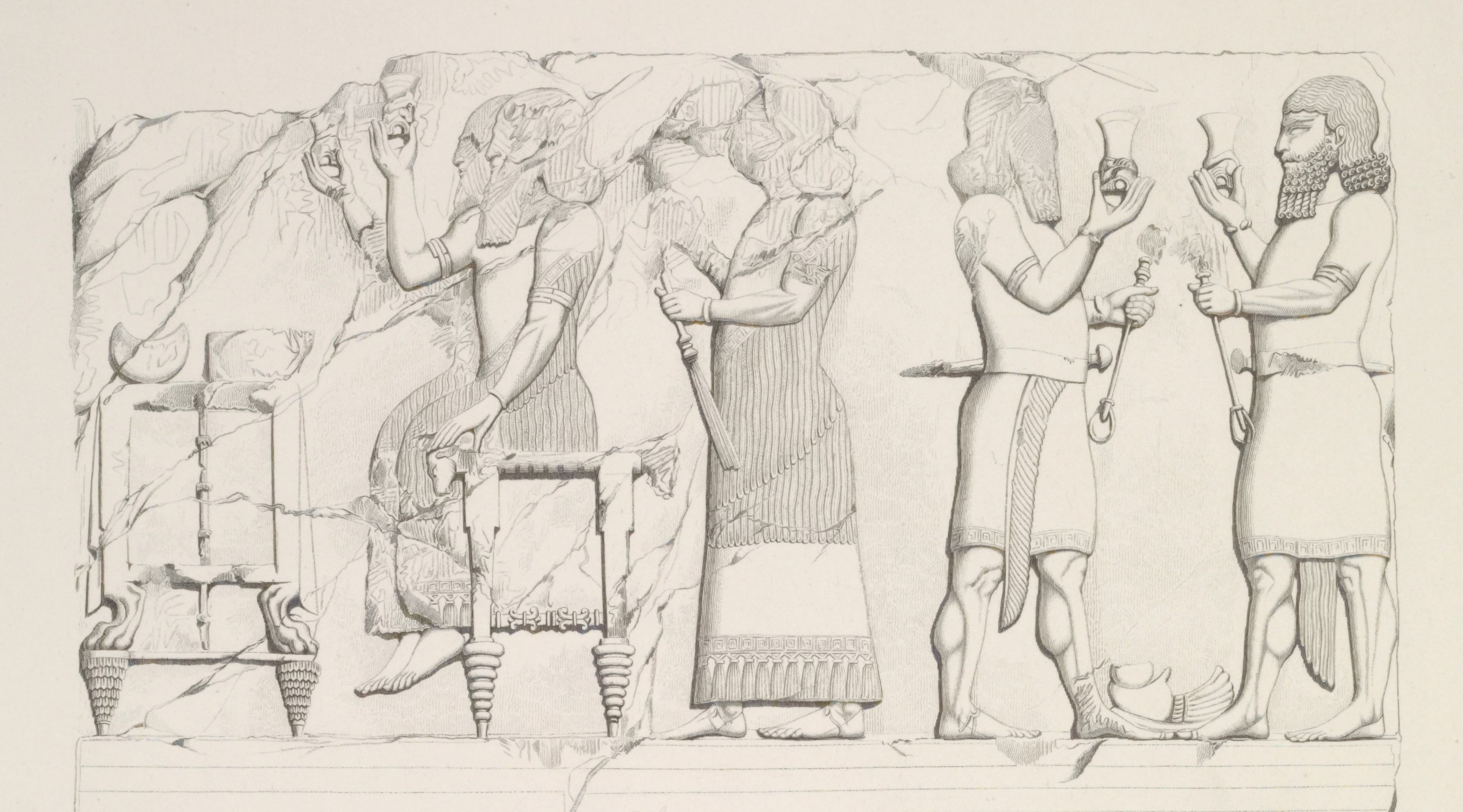
Scène de banquet. Bas-relief de la salle 2.
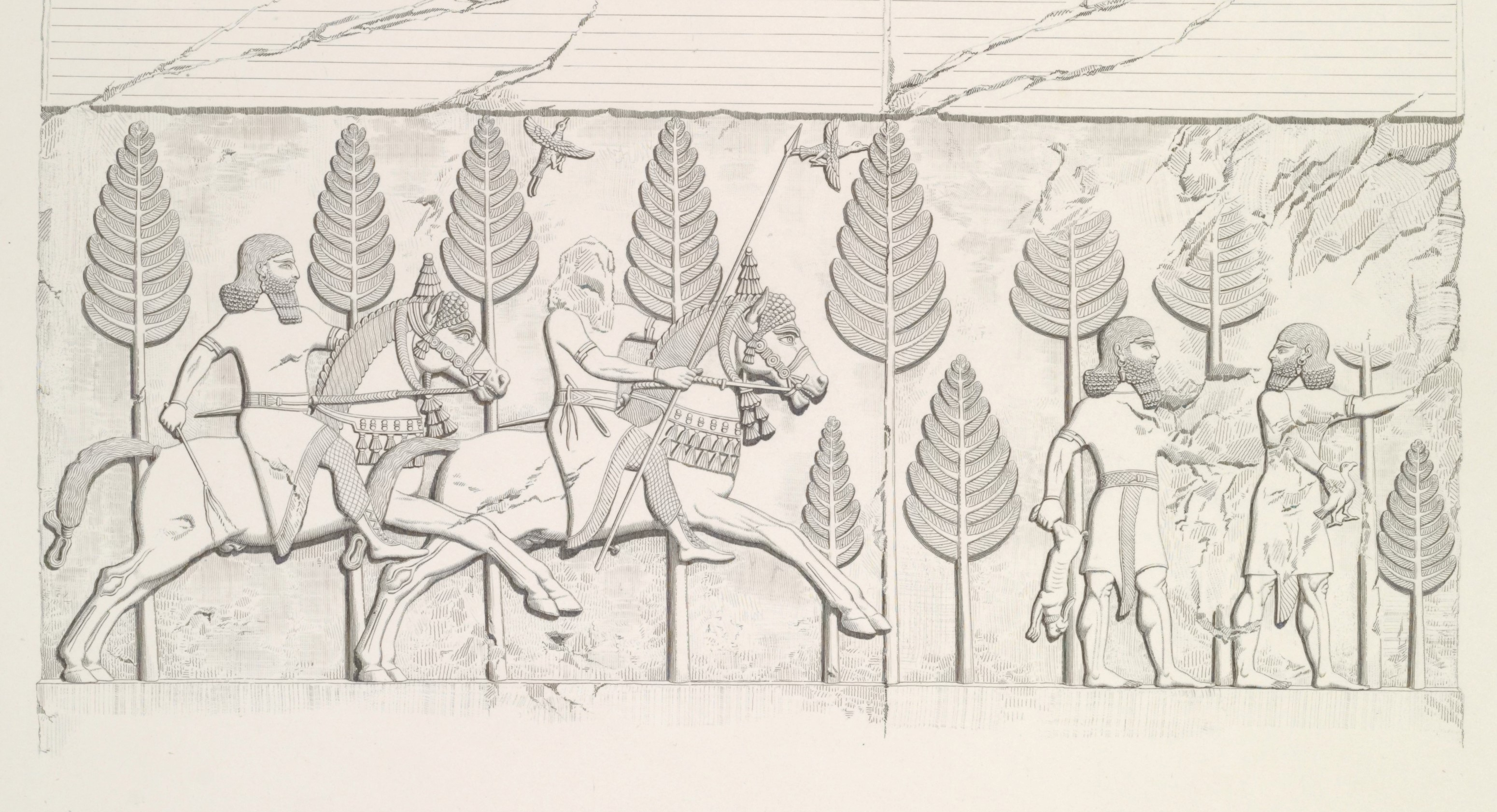
Cavaliers assyriens lors d'une chasse. Bas-relief de la salle 7.
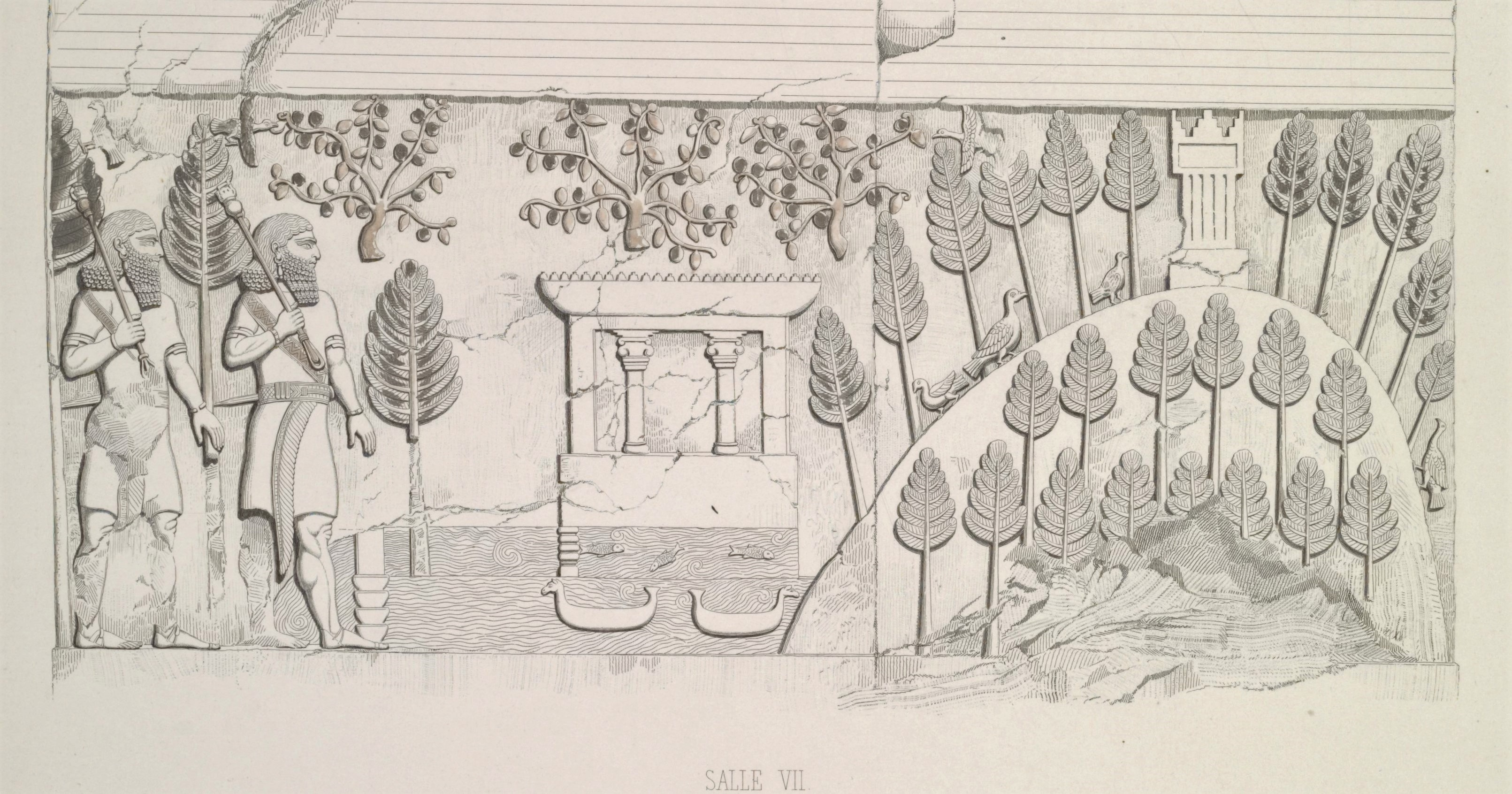
Jardin royal, avec édifice à colonne de type bit hilani. Bas-relief de la salle 7.
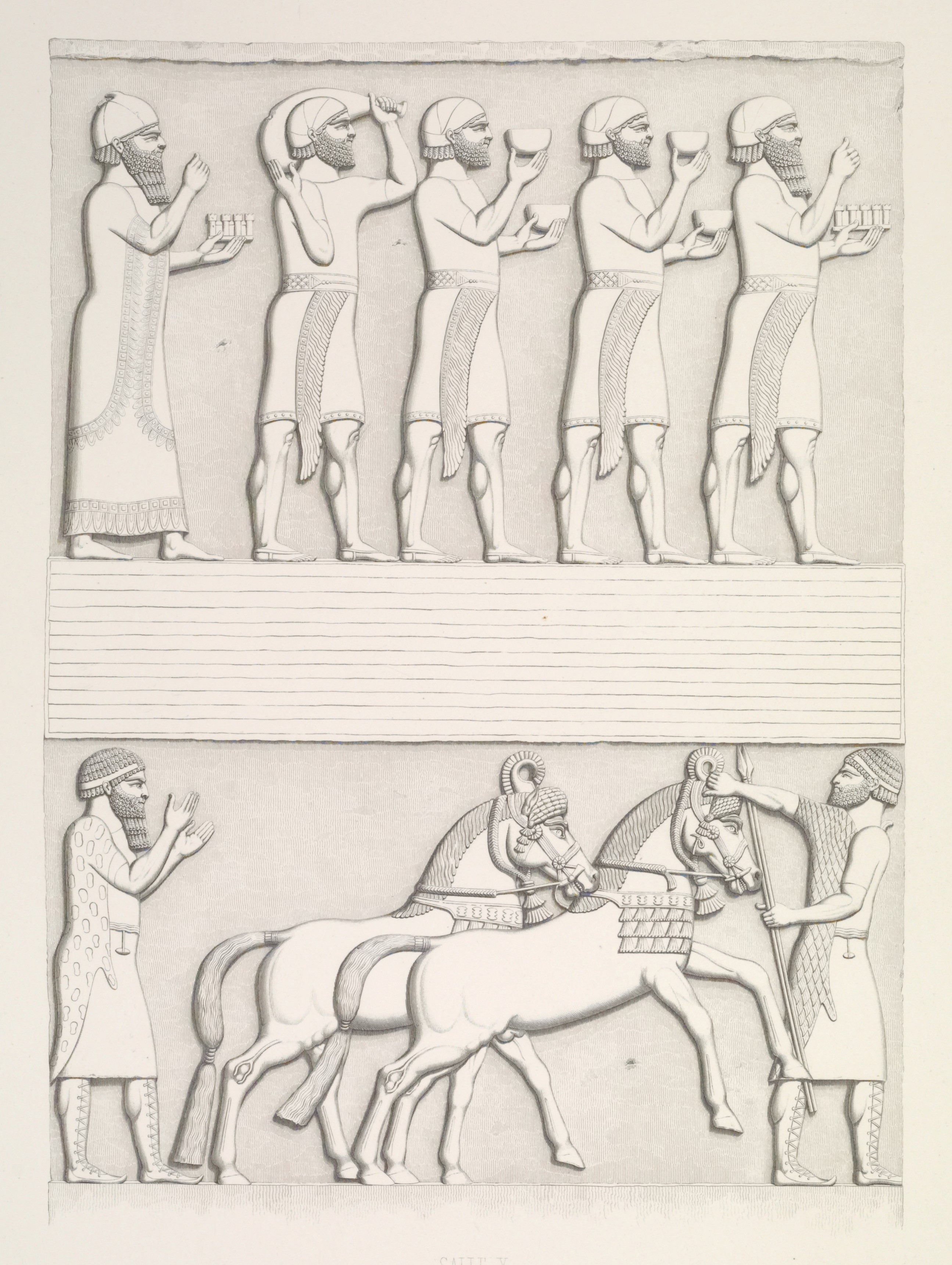
Porteurs de tribut. Bas-relief de la salle 10.

Bas-reliefs du palais de Dur-Sharrukin. Musée de l'Oriental Institute de Chicago.
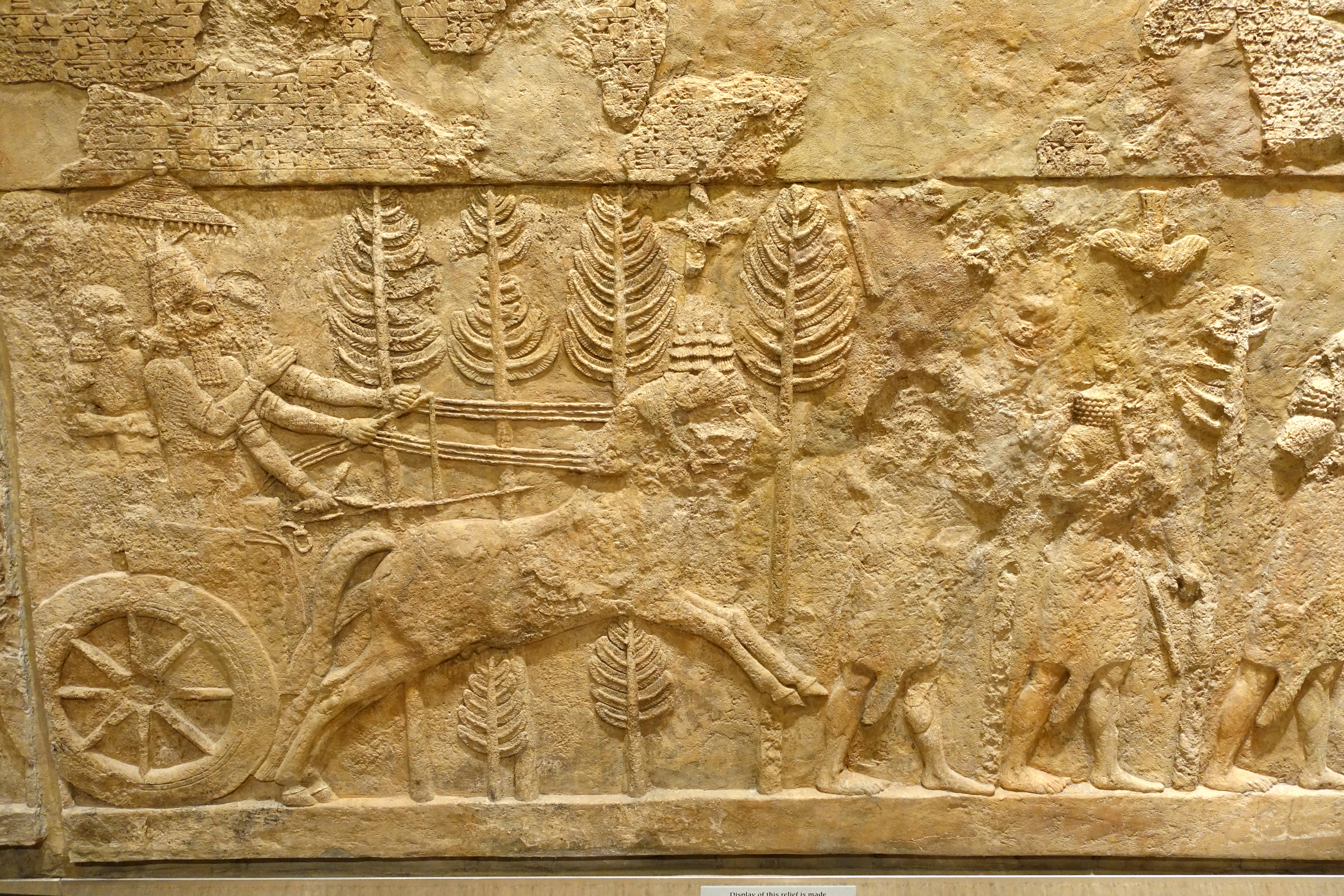
Le souverain sur son char. Bas-relief de la salle 7.
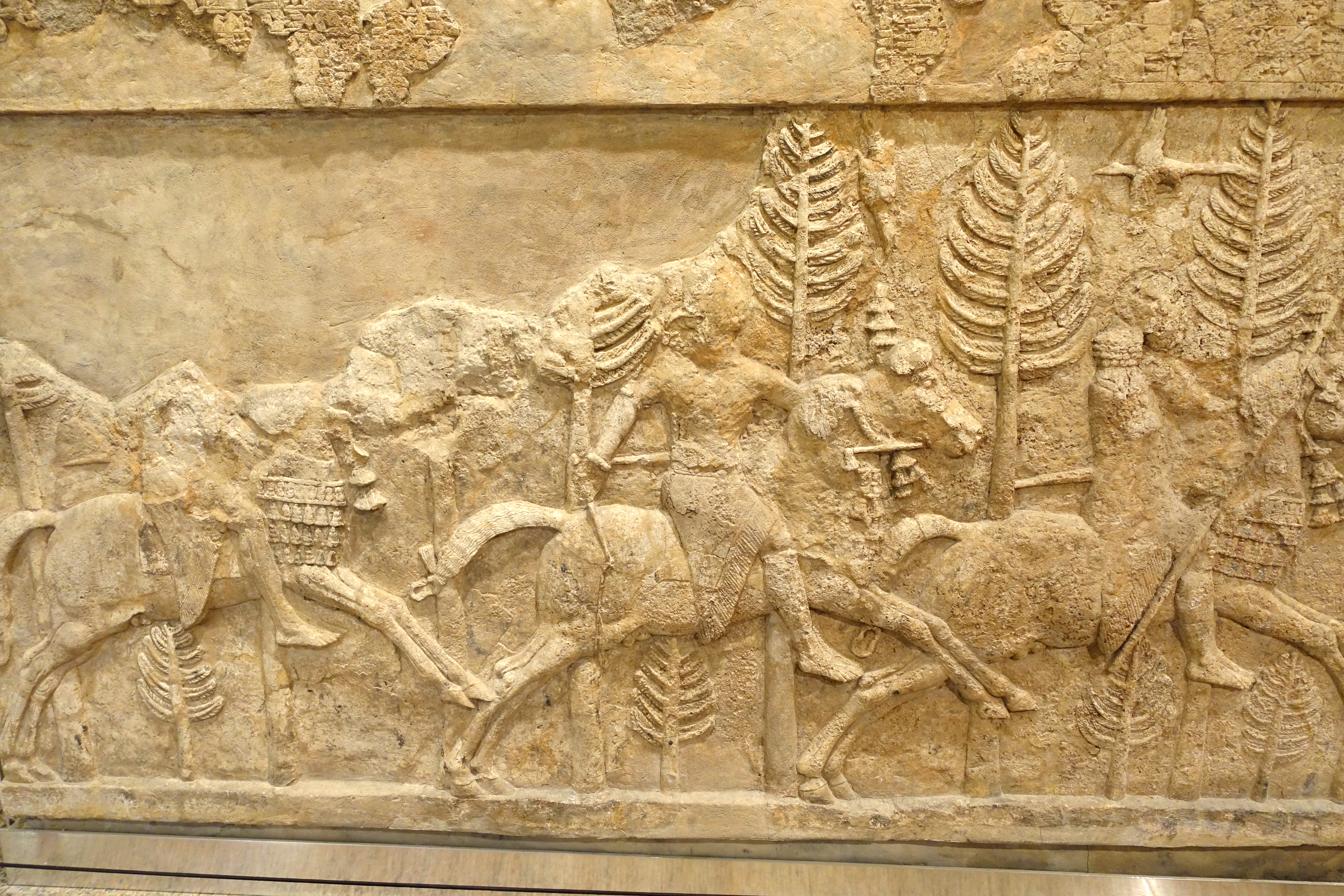
Cavaliers assyriens lors d'une chasse. Bas-relief de la salle 7.
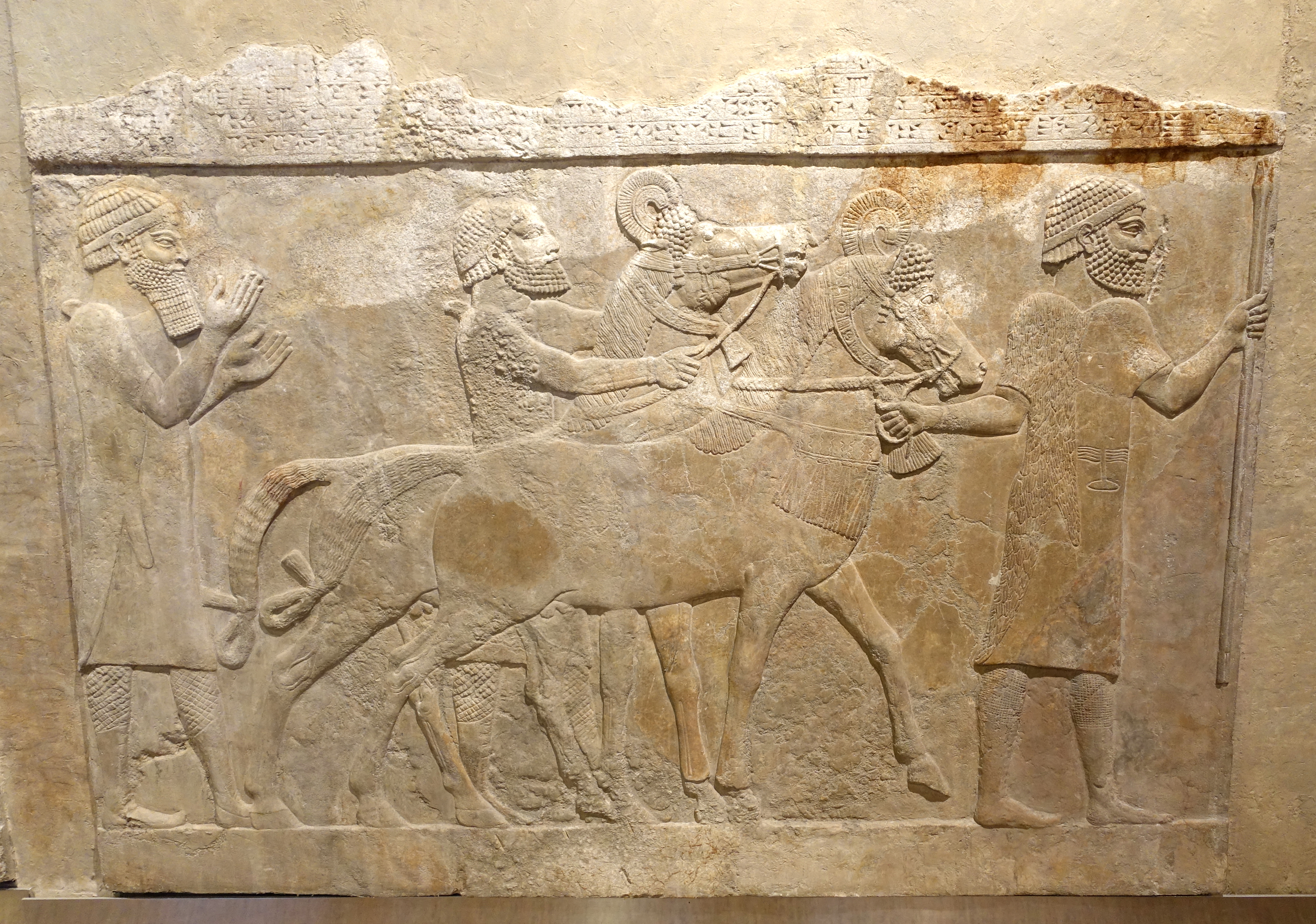
Tributaires conduisant des chevaux, provenant peut-être de Médie ou du pays de Mushki. Bas-relief du couloir 10.
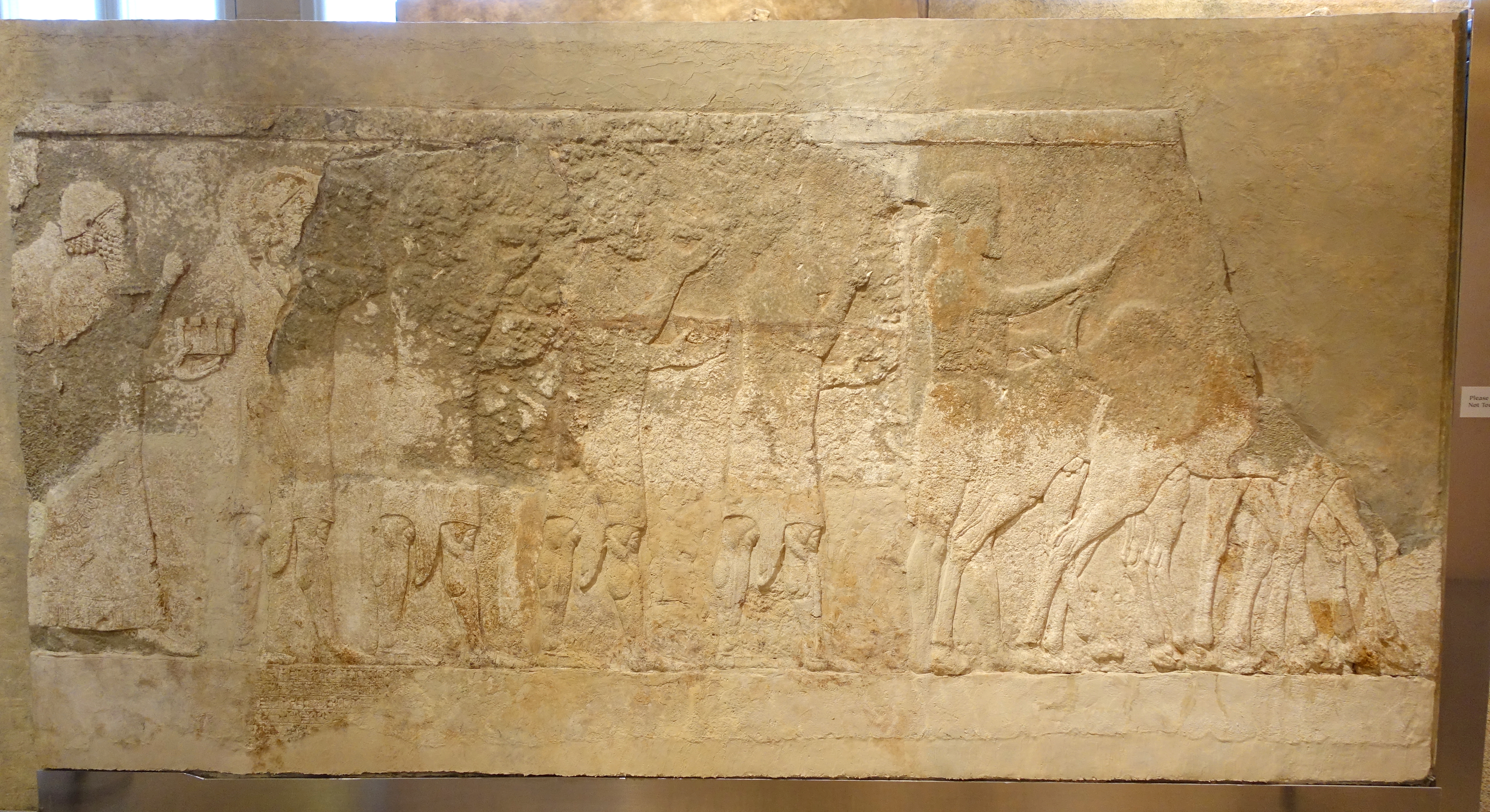
Tributaires portant des vases et des modèles de villes, peut-être originaires du pays de Que (Cilicie). Bas-relief du couloir 10.
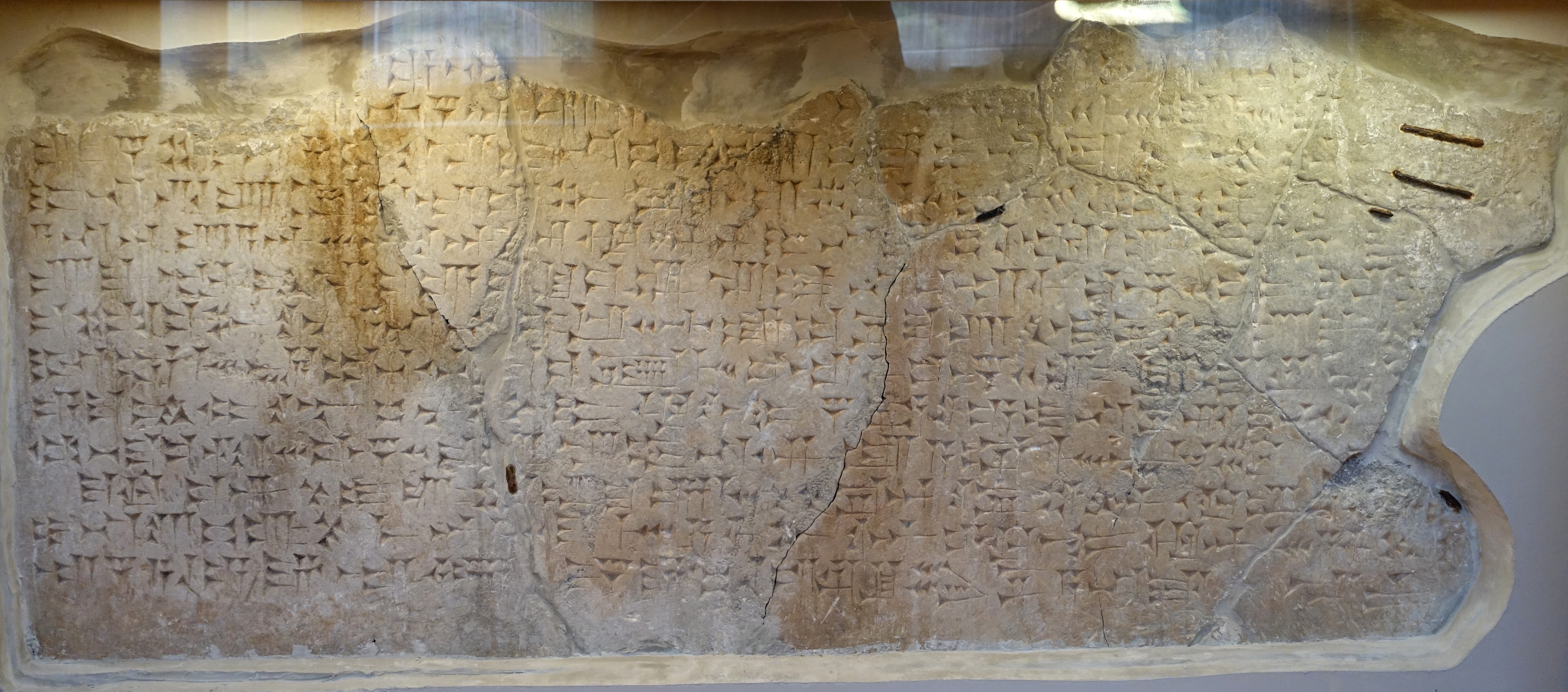
Inscription destinée aux dieux figurant sur le revers d'un bas-relief.

Bas-reliefs du palais de Dur-Sharrukin. Musée national d'Irak.
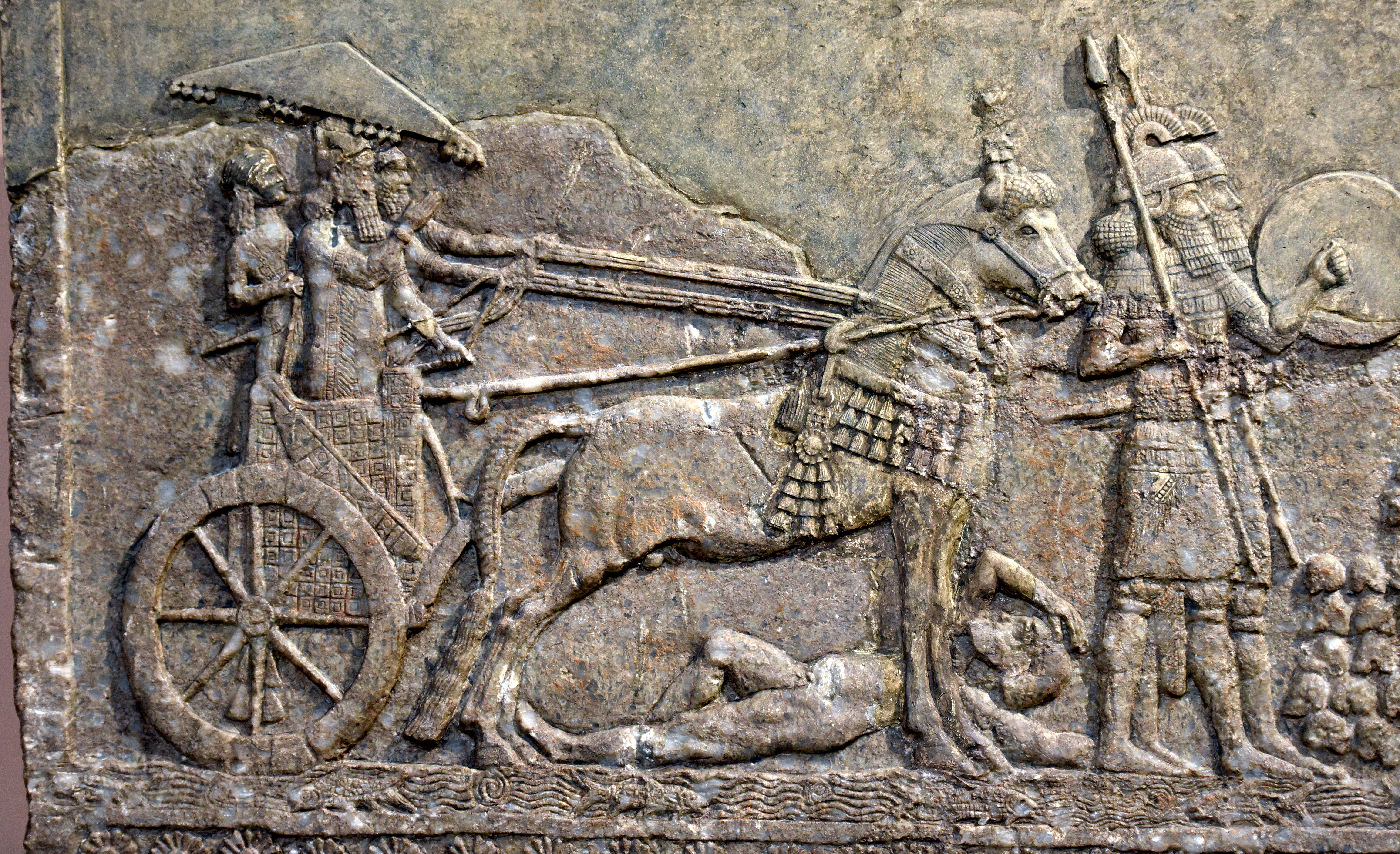
Le roi Sargon II, sur un char écrasant un ennemi, regardant l'assaut d'une cité ennemie.
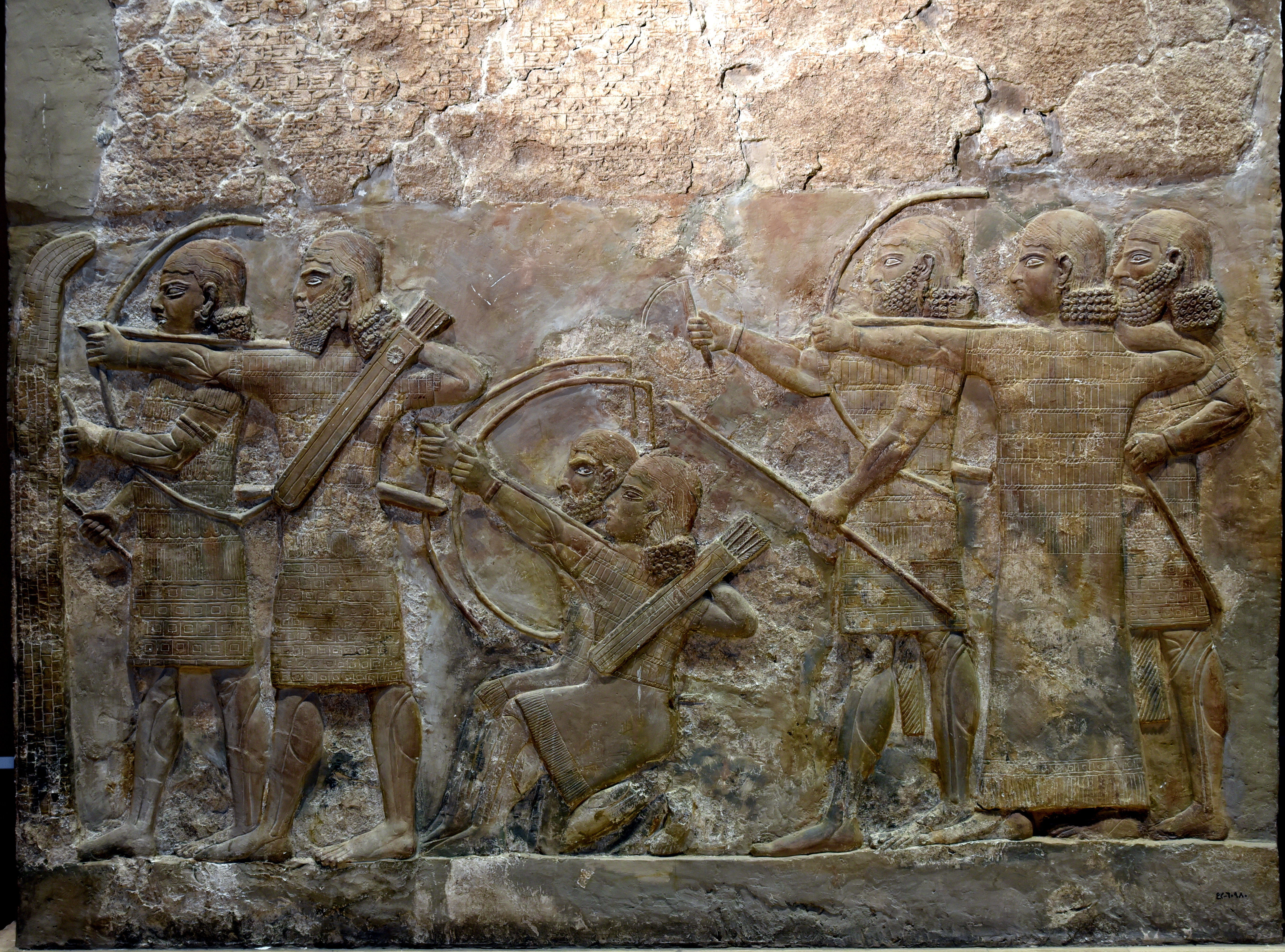
Archers assyriens à l'assaut d'une ville.
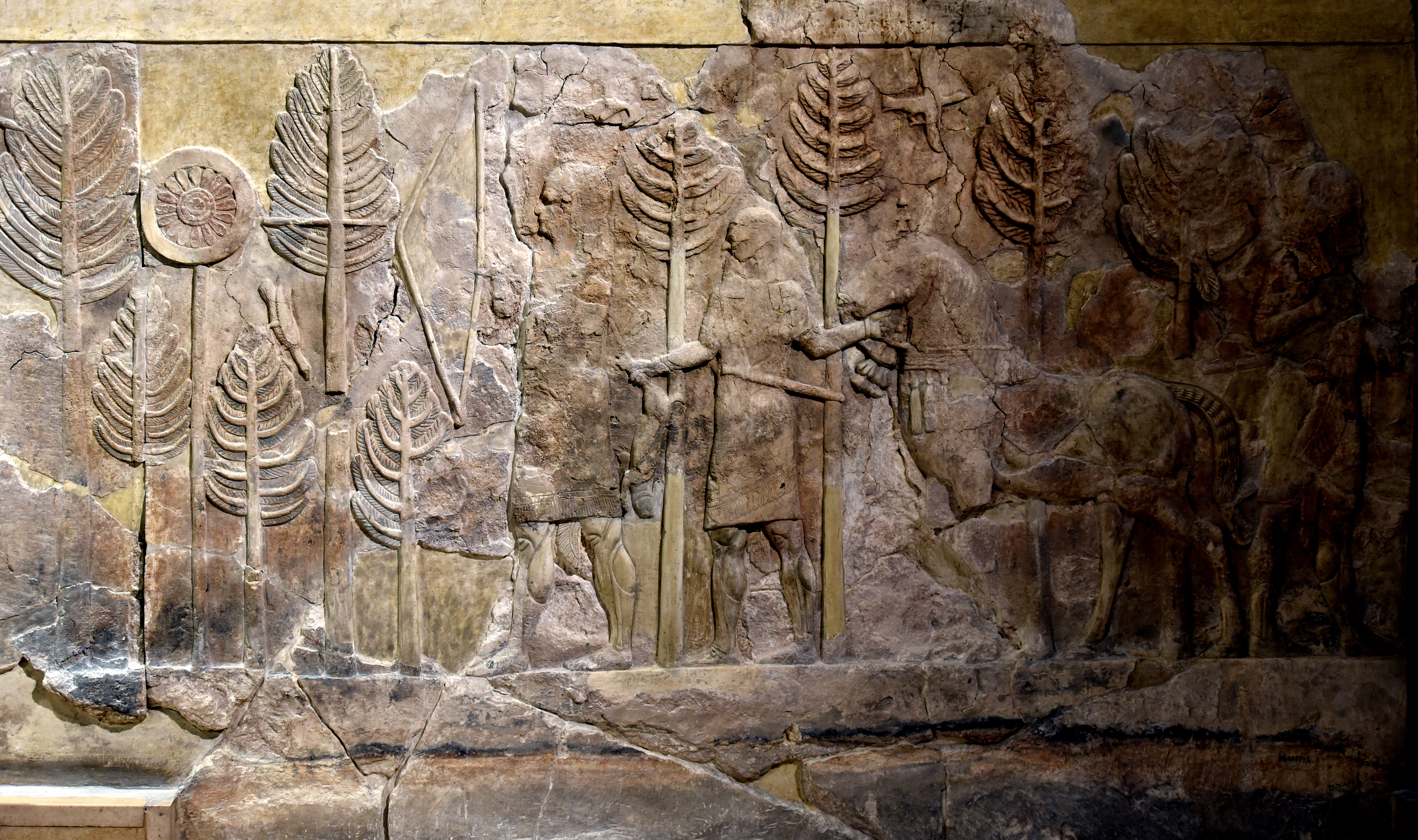
Soldats assyriens et chevaux à travers une forêt, sans doute une scène de chasse.
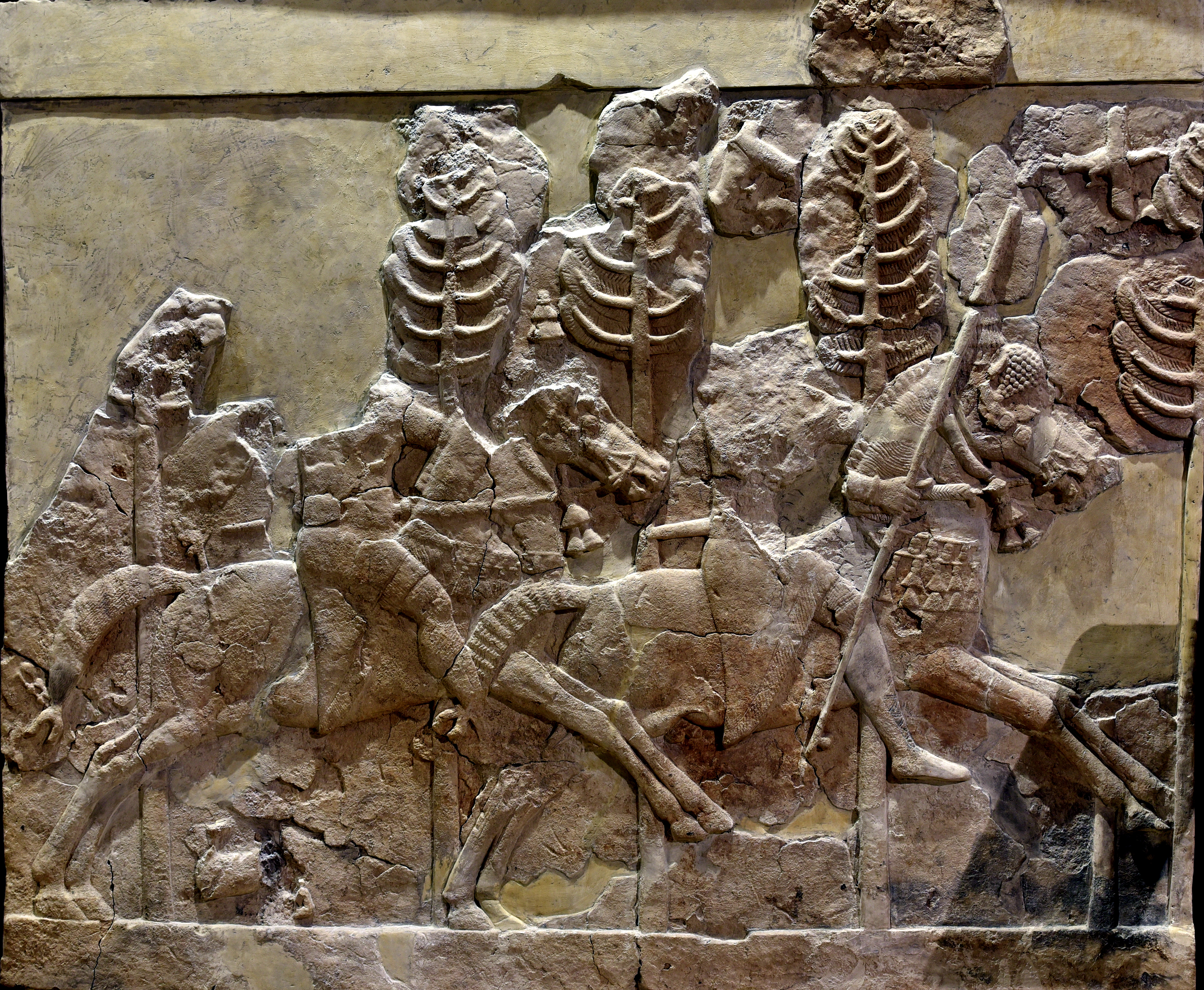
Cavaliers assyriens traversant une forêt.
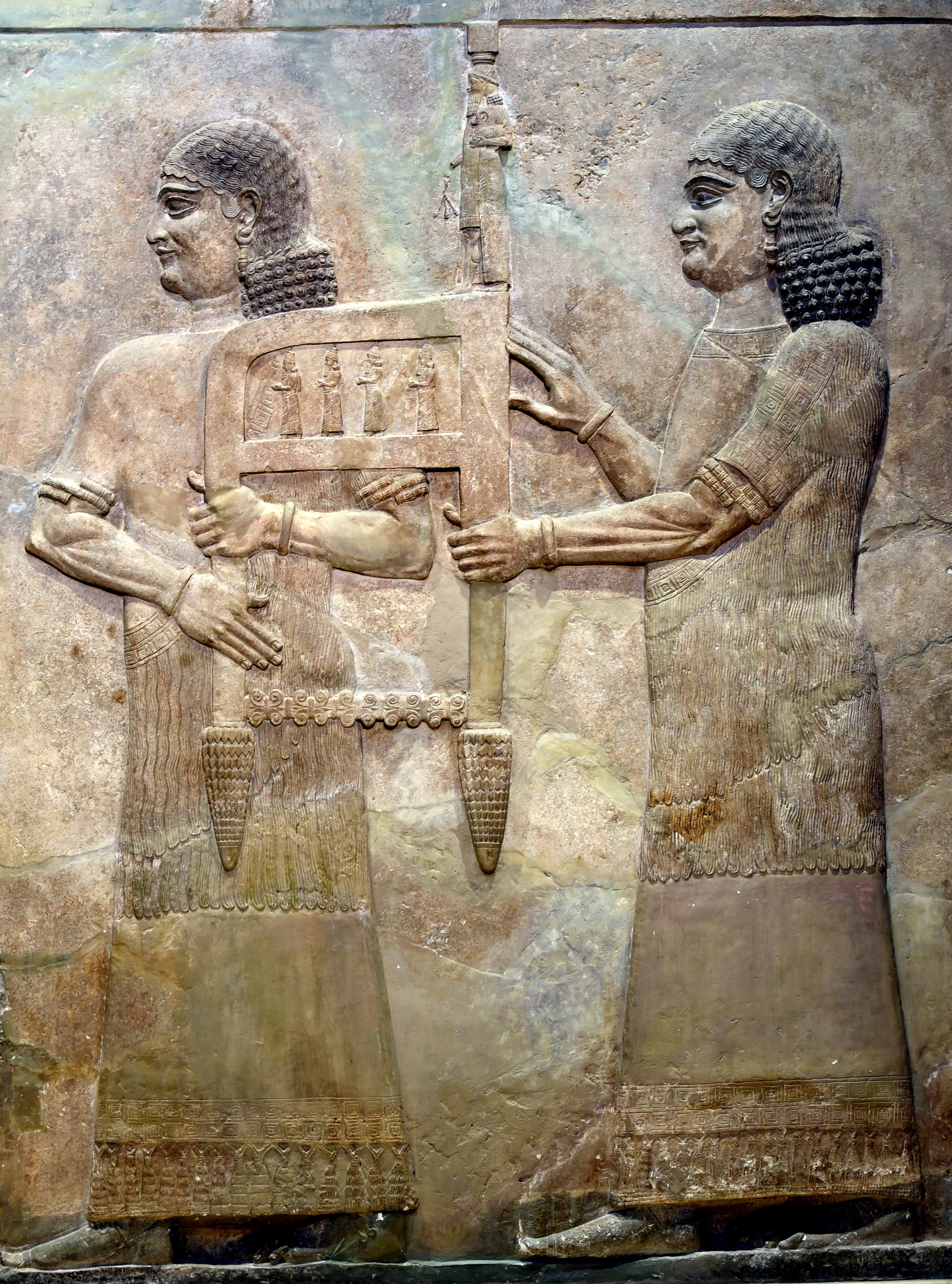
Serviteurs portant un trône.
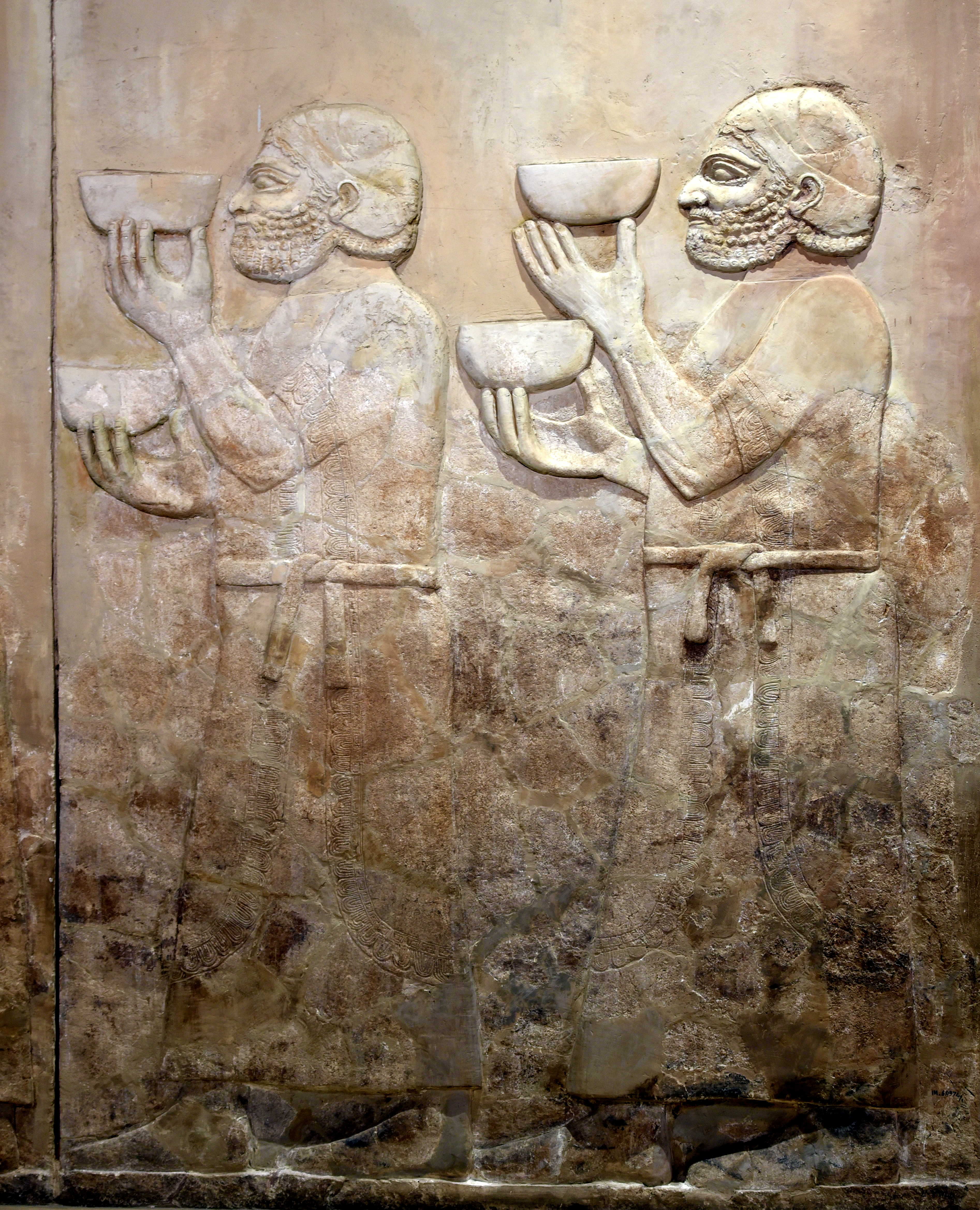
Porteurs de tribut d'Urartu.

Les statues et les bas-reliefs comportent de nombreuses inscriptions commémoratives relatant la construction de la cité et les succès militaires de Sargon II. Elles sont gravées sur la face des sculptures, visibles aux personnes du palais, mais également sur leurs revers, sans doute pour être lues par les puissances invisibles dont on invoquait la bénédiction pour le roi et le palais.
Les murs portant les bas-reliefs comportaient également des peintures sur briques, situées généralement au-dessus des sculptures et retrouvés dans un état fragmentaire ; c'est par exemple le cas dans la salle XII, identifiée comme une salle de bains, où il s'agit de frises constituées de petits (une dizaine de centimètres) motifs hexagonaux et circulaires, ainsi que des rosettes ; dans la salle du trône ont également été retrouvés des motifs linéaires, et des fragments pouvant avoir représenté des personnages, mais trop détériorés pour que cela soit assuré. Des briques glaçurées colorées ornaient les portes, les voûtes et les fenêtres, ajoutant à la richesse du décor du palais.

#### Les temples de la terrasse palatiale

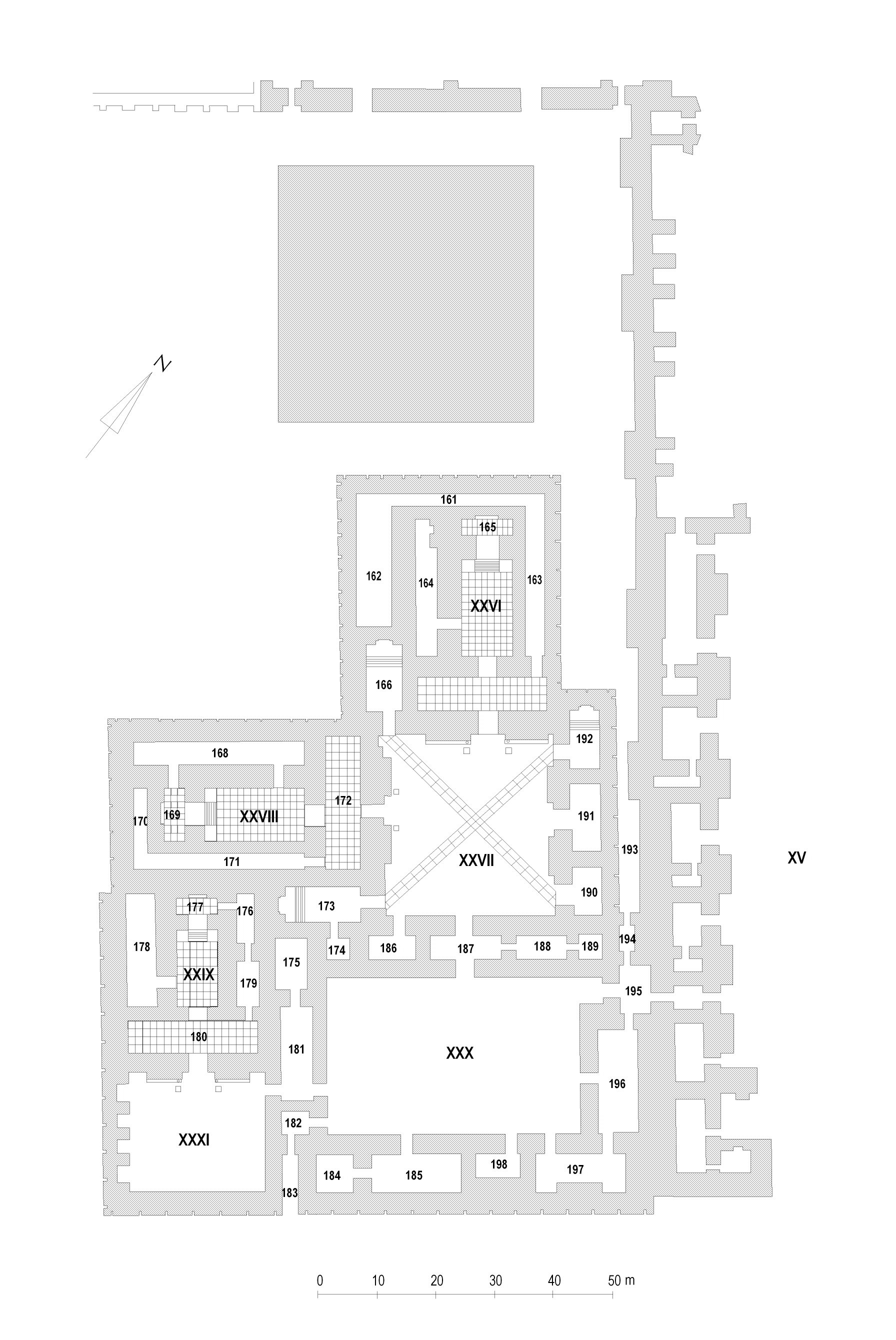
Les temples de la terrasse palatiale, suivant les relevés des fouilles de Victor Place.

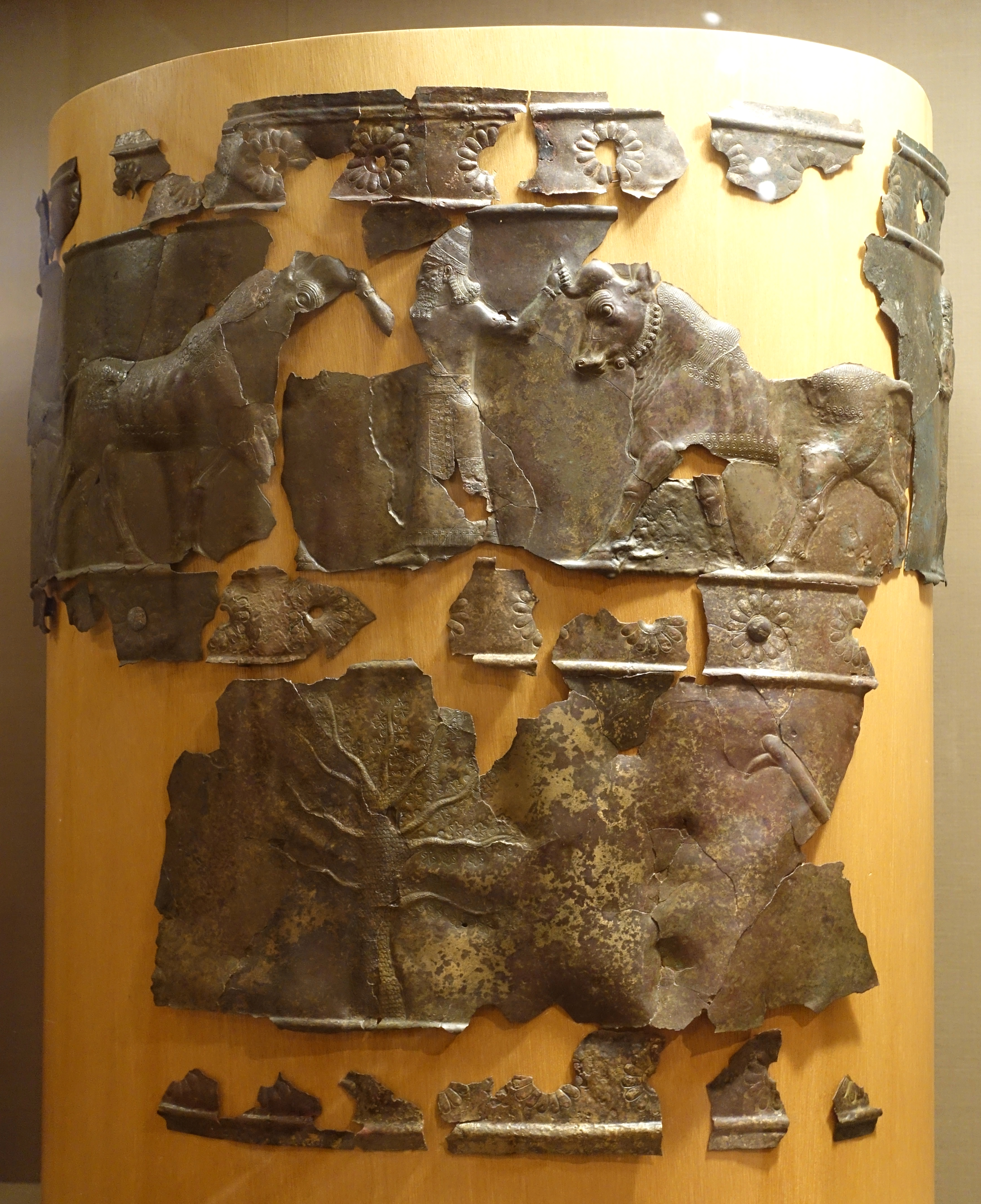
Plaques en bronze gravées provenant du temple de Shamash : homme maîtrisant des taureaux, arbre sacré, motifs floraux. Musée de l'Oriental Institute de Chicago.

Les temples de la terrasse palatiale, que Victor Place avait identifié comme étant un « harem » mais dont les fouilles américaines ont prouvé la véritable nature, occupent son flanc sud. Il s'agit de six sanctuaires groupés autour de trois cours et trois corps de bâtiments. La circulation s'organisait autour de la plus vaste cour, la cour XXX, auxquelles on accédait depuis le palais par des salles reliées à la cour XV, de l'espace public. La cour XXX conduisait à deux autres cours, XXXI au sud et XXVII à l'ouest, d'où on accédait aux différentes pièces des sanctuaires. La cour XXVII ouvrait sur les lieux de culte de Sîn, Shamash, Adad, Ninurta et Ea. Les deux premiers disposaient de plusieurs salles et d'un agencement caractéristique d'un temple : ante-cella barlongue ouvrant sur une cella oblongue avec un podium au fond, encadrées par des pièces annexes, ainsi que des longs couloirs. Les trois autres étaient plutôt des chapelles isolées : le temple de Ninurta a une seule pièce annexe, ceux d'Adad et d'Ea aucune. La cour XXXI conduisait quant à elle au temple de Ningal, d'aspect similaire à ceux de Sîn et Shamash,.
À l'écart de ce complexe à l'ouest avait été érigée une ziggurat explorée par Place qui l'avait identifiée comme étant un observatoire. Suivant ses relevés, qui ont reçu des critiques, elle avait une base carrée de 43 mètres de côté et avait une élévation hélicoïdale, avec des étages d'environ 6 mètres de haut colorés chacun d'une couleur particulière (blanc, noir, rouge et bleu pour les quatre conservés à l'époque).

### Les autres édifices de la citadelle

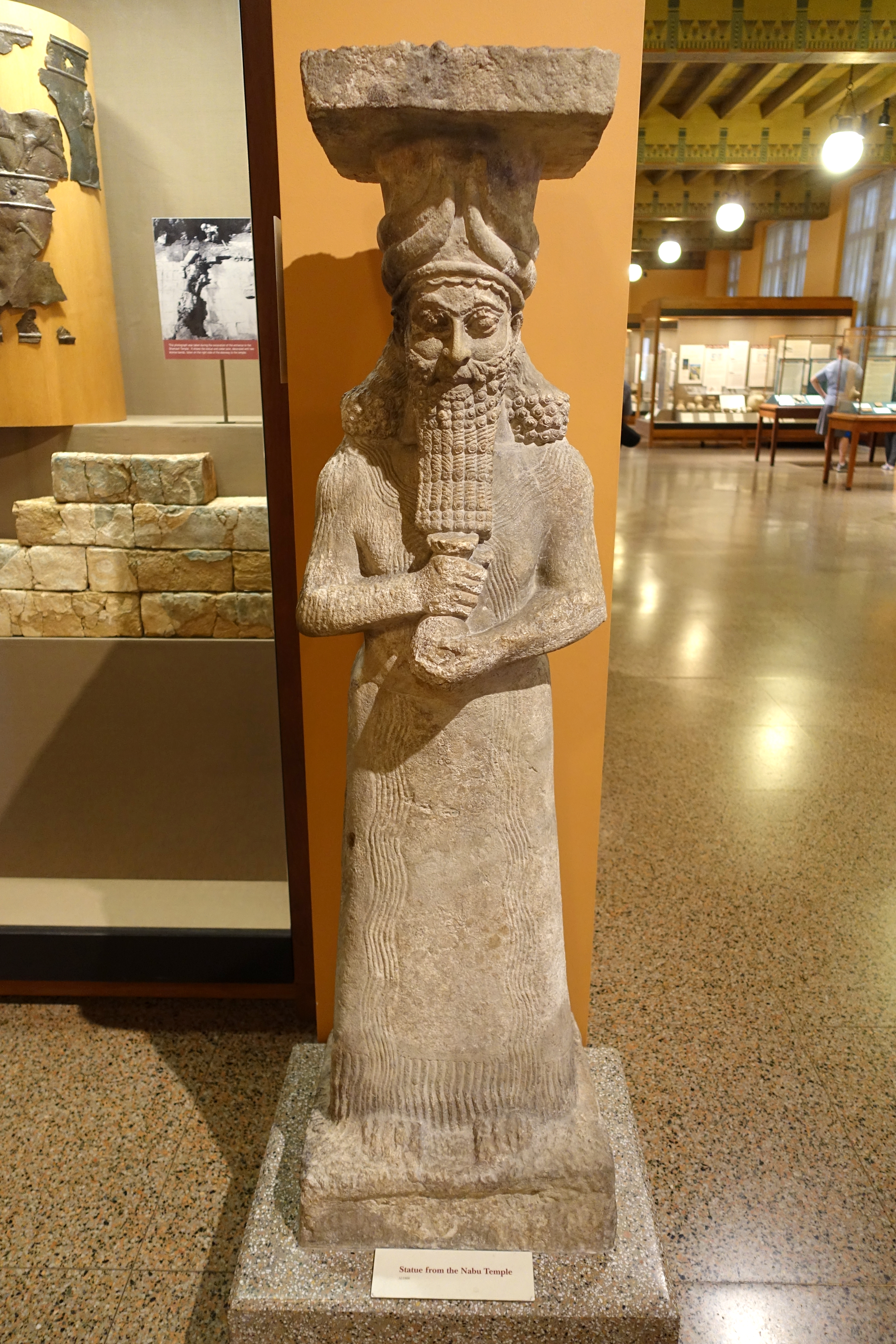
Statue d'une divinité protectrice au vase jaillissant, provenant du temple de Nabû. Musée de l'Oriental Institute de Chicago.

Le secteur bas de l'acropole artificielle, ceint par une muraille intérieure qui protège un espace d'environ 650 × 300 mètres, comprend quatre petits palais et le temple de Nabû. Sa position en contrebas du secteur du palais royal indique architecturalement la dépendance des dignitaires qui y résidaient par rapport au souverain. Ces édifices ont été explorés lors des fouilles américaines.

#### Les petits palais
Les quatre petits édifices palatiaux, les bâtiments J, K, L et M dans la dénomination des fouilleurs, situés aux pieds de la terrasse palatiale suivent un plan calqué sur celui du palais royal et étaient destinés à de hauts dignitaires de l'empire assyrien. Le K et le L, qui ont fait l'objet de plus de fouilles, sont bien connus, tandis que les deux autres ont été peu explorés et restent donc très mal connus.
Le palais L est le plus vaste, organisé autour de deux cours désaxées. Une inscription qui y a été mise au jour indique qu'il s'agit de la résidence du vizir Sîn-aha-usur, le frère de Sargon II. La partie nord de l'édifice était consacrée à l'administration de ce personnage. Un espace au sud de l'édifice, abrité à l'origine sous un portique et disposant d'un sol pavé, pourrait avoir servi de marché.
Le palais K est situé à proximité du palais. Ayant pour dimensions au sol 140 × 110 mètres, il est organisé autour de deux cours, qui semblent articuler une séparation de l'espace entre administration et habitat, comme dans le palais royal. Son occupant est inconnu. L'espace de réception situé en son centre a livré des peintures murales, qui à l'origine devaient s'élever sur environ 12 mètres divisés en six registres. Les frises sont constituées de motifs géométriques, de rosettes et d'animaux. Une scène représentait le souverain rendant hommage à une divinité, et d'autres de génies similaires à ceux figurant sur les bas-reliefs du palais royal.

#### Le temple de Nabû
Le temple de Nabû (bâtiment H) est le plus grand temple isolé exhumé à Dur-Sharrukin. Il est dédié à l'une des divinités de la sagesse et de l'écriture, une des plus vénérées sous les derniers souverains néo-assyriens, et spécifiquement par Sargon II. Il est situé juste au sud de la terrasse palatiale sur sa plateforme haute de 5 mètres, près de la rampe conduisant à la porte du palais. Mesurant 132 × 85 mètres et comprenant 45 pièces, il est organisé autour de deux cours successives. Les pièces adjacentes comprennent des logements et des espaces administratifs. La cella du temple est précédée d'un vestibule. Son sol est dallé, et elle dispose d'un podium et d'une niche qui devait abriter la statue de culte de son dieu principal. Elle jouxte une autre pièce qui devait être la cella de sa parèdre, Tashmetu. Certains murs intérieurs étaient peints, d'autres à l'extérieur étaient décorés de briques glaçurées,. Comme les autres temples dédiés au dieu de l'écriture à Nimroud et Ninive, il disposait par ailleurs d'une bibliothèque, identifiée dans deux pièces disposant d'étagères servant au rangement des tablettes, ayant livré quelques textes savants.

### L'arsenal / palais F
Construit tout comme le palais à cheval sur la muraille dont il déborde vers l'extérieur comme l'intérieur, et sur une terrasse surélevée, le palais F a été exploré partiellement par les équipes de l'université de Chicago. Il a été proposé qu'il s'agisse du palais du prince héritier, mais il est probable qu'on se trouve en présence d'un arsenal (ekal māšarti, « palais de la revue (militaire) »), par analogie avec les édifices similaires qui se trouvaient également isolés par une muraille à Kalkhu et Ninive. Il comprenait un palais royal dans lequel on pénétrait par le nord-est vers une grande cour. Celle-ci ouvrait d'un côté, par une porte monumentale à trois entrées, vers la salle du trône, et d'un autre côté, par une porte à portique, sur un secteur organisé autour d'une vaste terrasse sur laquelle avait été érigée une unité comprenant plusieurs pièces de réceptions.
Les fouilles récentes ont précisé les dimensions du complexe : l'angle sud-est de la ville comprend un vaste quartier militaire de 272 000 m2 protégé par une muraille intérieure, repérée sur 500 m de long ; des édifices et casernements ont été repérés dans cette zone ; le palais s'étendait sur plus de 58 000 m2, ce qui en fait donc un édifice plus vaste que ce qui avait été déterminé auparavant.

### Les bâtiments de la ville basse
La ville basse a peu fait l'objet de fouilles. Le bâtiment G, près du centre de la ville, a été exploré lors des fouilles françaises. Le bâtiment Z, une vaste résidence de type palatial, a été dégagé partiellement par l'équipe américaine. L'équipe irakienne a quant à elle mis au jour un temple près de l'acropole, dédié aux divinités appelées Sibitti,.
Les prospections magnétiques conduites en 2022 et 2023 ont permis de confirmer la présence de plusieurs édifices de grande taille dans la ville basse, de grandes résidences de plan typiquement néo-assyrien avec des cours intérieures et des espaces de réception. Un sondage a permis de dégager des murs de ce type de résidence, conservés sur plus de 1 m de haut.

### Introductions sur Dur-Sharrukin
- (en) Grant Frame, « Khorsabad », dans Eric M. Meyers (dir.), Oxford Encyclopaedia of Archaeology in the Ancient Near East, vol. 3, Oxford et New York, Oxford University Press, 1997, p. 295-298
- Laura Battini et Pierre Villard, « Dûr-Šarrukîn », dans F. Joannès (dir.), Dictionnaire de la civilisation mésopotamienne, Paris, 2001, p. 248-251
- Agnès Benoit, Art et archéologie : les civilisations du Proche-Orient ancien, Paris, RMN, coll. « Manuels de l'école du Louvre », 2003, p. 391-401
- (en) Pauline Albenda, « Dur-Sharrukin, the royal city of Sargon II, King of Assyria », Bulletin of the Canadian Society for Mesopotamian Studies, vol. 38,‎ 2003, p. 5-13 (lire en ligne)
- (de) Felix Blocher, « Eine Hauptstadt zieht um », Das Altertum, no 43,‎ 1997, p. 21-43

### Rapports de fouilles
- Paul-Émile Botta et Eugène Flandin, Monument de Ninive, en 5 volumes, Paris 1849-1850
- Victor Place et Félix Thomas, Ninive et l'Assyrie, en 3 volumes, Paris, 1867-1970
- (en) Henri Frankfort, Gordon Loud et Thorkild Jacobsen, Khorsabad I : Excavations in the Palace and at the City Gate, Oriental Institute Publications no 38, Chicago, 1936
- (en) Gordon Loud et Charles B. Altman, Khorsabad II : the Citadel and the Town, Oriental Institute Publications no 40, Chicago, 1938
- (en) Fuad Safar, « The Temple of Sibitti at Khorsabad », Sumer, no 13,‎ 1957, p. 219-221

### Études sur Khorsabad
- Élisabeth Fontan (dir.) et Nicole Chevalier (collab.), De Khorsabad à Paris : la découverte des Assyriens, Paris, Réunion des musées nationaux, coll. « Notes et documents des Musées de France », 1994, 286 p. (ISBN 2-7118-2864-6)
- Annie Caubet (dir.), Khorsabad, le palais de Sargon II, roi d'Assyrie : actes du colloque organisé au musée du Louvre les 21 et 22 janvier 1994, Paris, La Documentation française, coll. « Louvre conférences et colloques », 1995, 295 p. (ISBN 2-11-003416-5)
- (en + fr) Pauline Albenda, The Palace of Sargon, King of Assyria: Monumental wall reliefs at Dur-Sharrukin, from original drawings made at the time of their discovery in 1843-1844 by Botta and Flandin, Paris, Éditions Recherche sur les civilisations, coll. « Synthèse C.N.R.S. no 22 », 1986
- Khorsabad : Capitale de Sargon II, Dijon, coll. « Les dossiers d'archéologie hors-série n°4 », janvier 1994

### Textes
- Sylvie Lackenbacher, Le palais sans rival : Le récit de construction en Assyrie, Paris, La Découverte, 1990, 223 p. (ISBN 2-7071-1972-5)
- (de) Andreas Fuchs, Die Inschriften Sargons II. aus Khorsabad, Gœttingue, Cuvillier verl., 1993, 475 p. (ISBN 978-3-930340-42-2)
- (en) Simo Parpola, The correspondance of Sargon II part I : Letters from Assyria and the West, Helsinki, Helsinki University Press, coll. « States Archives of Assyria » (no 1), 1987
- (en) Grant Frame, The Royal Inscriptions of Sargon II, King of Assyria (721-705 BC), University Park, Eisenbrauns, coll. « The Royal Inscription of the Neo-Assyrian Period » (no 2), 2021